# Искусство Тямпы

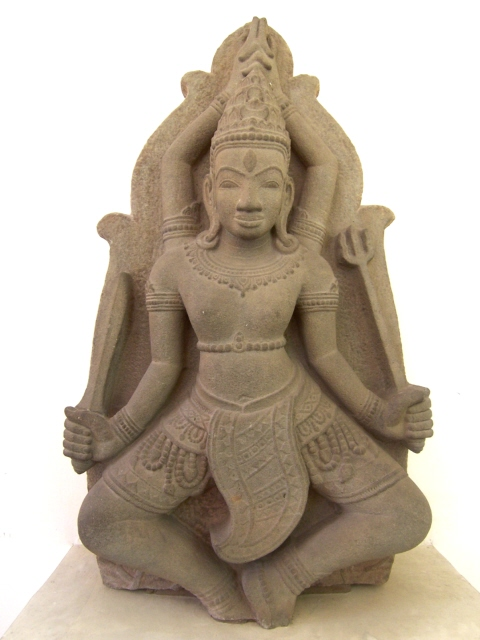
Скульптура Шивы XII века в стиле Тхапмам

Искусство Тямпы было преимущественно религиозным, прославляло богов и жертвователей. В Тямпе не встречались подписанные художественные произведения, ремесленные изделия выполнялись на заказ и строго следовали религиозным канонам. Таким образом, вся интеллектуальная собственность и социальный престиж от работы принадлежали заказчику (дарителю). Искусство Тямпы формировалось под влиянием, пришедшим из Индии, Камбуджадеши и Шривиджаи, но в целом обладало самостоятельным характером. Кроме того, искусство Тямпы оказывало влияние на искусство Вьетнама эпохи династии Ли.
Многочисленные войны и природные факторы не способствовали сохранности архитектурных памятников и скульптуры Тямпы. Очень мало известно о тямской керамике, деревянной скульптуре, настенных росписях, ритуальных сосудах и металлических изделиях, плохо изучены ткачество и искусство вышивки. Довольно сложно проследить последовательность эволюции тямского искусства, в том числе храмовых комплексов, которые неоднократно захватывались, разрушались и перестраивались. Нередко захватчики не просто реконструировали храмы по своему вкусу, но и уничтожали все прежние надписи, в которых упоминались сроки постройки и имена жертвователей. Поэтому изучение истории искусства Тямпы по изменённым надписям считается весьма ненадёжным. До сих пор характеристика тямских стилей и их хронология отличаются неточностью.
Почти все надписи располагаются на религиозных памятниках, построенных царями и их окружением. Возведение этих сооружений символизировало могущество царской власти и было связано с шиваизмом, буддизмом, местными культами и верованиями, наиболее близкими власти (вишнуизм играл в Тямпе второстепенную и весьма непродолжительную роль). Кроме индуистских и буддийских храмов до наших дней сохранилось лишь несколько укреплённых цитаделей. Оригинальность тямского искусства проявлялась в выборе тем и типах сооружений на всём протяжении своей истории. Декор и скульптура хотя и усваивали заимствования из индийского искусства, но всё же нельзя считать их только подражательными. Все скульптурные произведения обладали персональными чертами и деталями, присущими тямской эстетике (например, украшения и одежды статуй, изобилие фантастических элементов в изображениях).
Огромный урон тямскому искусству нанесли Индокитайская и особенно Вьетнамская войны. Были разрушены многие храмы и скульптурные произведения, дошедшие до наших дней лишь на фотографиях, рисунках и в описаниях исследователей. Ненадлежащий контроль за сохранностью культурного наследия продолжается и в современном Вьетнаме, что приводит к естественному разрушению, хищениям или умышленной порче многих артефактов, особенно каменных стел с древними надписями.
Большие работы по исследованию искусства Тямпы проводят Французский институт Дальнего Востока, парижский музей Гиме, Национальный университет Сингапура, Национальный музей вьетнамской истории в Ханое, Музей тямской скульптуры в Дананге, Вьетнамский институт археологии, Миланский технический университет, миланский университет Бикокка, Калифорнийский университет в Беркли, Йельский университет, Школа восточных и африканских исследований Лондонского университета, Институт археологии Университетского колледжа Лондона, токийский университет Васэда и московский Институт востоковедения РАН.

## Архитектура
Расцвет самостоятельной архитектуры на территории центрального Вьетнама пришёлся на IV—VI века и связан прежде всего с государством тямов. Для развития архитектуры Тямпы характерны как индийское влияние, так и взаимовлияние и взаимообогащение со стороны культуры Камбоджи (Фунани и Ченла), а позже — и со стороны культуры Дайвьета. В целом, ранняя Тямпа имела достаточно высокоразвитую культуру строительства различных культовых, административных и хозяйственных зданий.

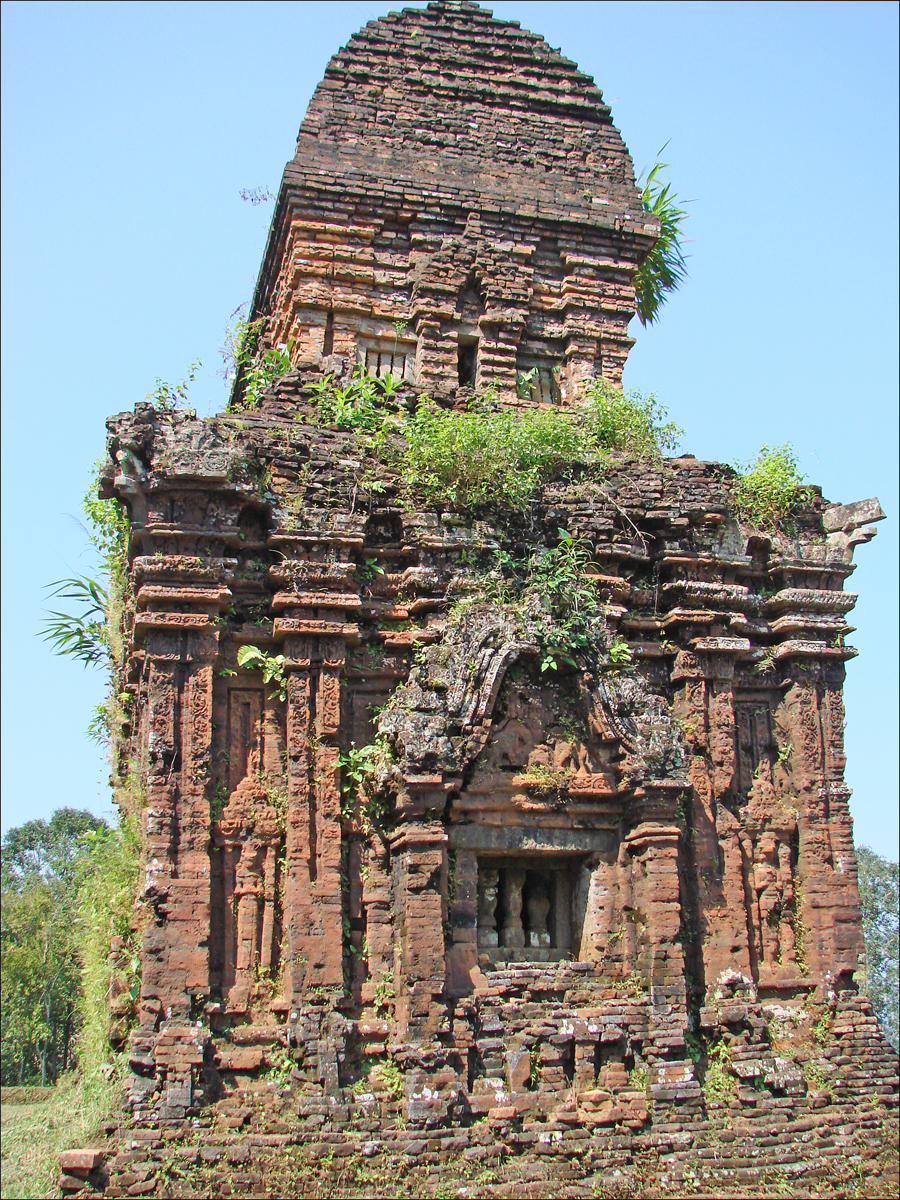
Храмовый комплекс Мишон

Сохранившиеся архитектурные памятники Тямпы построены в основном из кирпича и представляют собой преимущественно различные храмовые башни (каланы) гопурамного типа. Тонкий и плотный кирпич обладал отличным качеством, при кладке использовался особый раствор. По всей толщине стены кирпич клали, потирая о нижний (таким образом получалась суспензия кирпичной пыли в цементе).
Камень (песчаник) применялся редко и только в особых целях: заменял кирпич там, где кладка была недостаточно надёжной. Каменными были главные порталы, цоколи зданий и колонн, перемычки над окнами, пороги, реже — потолки, полы и ступени, а также антефиксы, фигуры на крыше, верхушки башен и краеугольные камни. Кроме того, камень инкрустировали в кладку для скульптурных украшений.
В самом древнем типе тямского свода использовались стропила. Для кровли применяли черепицу или смесь глины с рубленой соломой. Обожжённая черепица была плоской и длинной, соединялась между собой шипами. Китайская и вьетнамская черепица с жёлобом, которую клали внахлёст, встречалась в Тямпе очень редко. Индуистские и буддийские храмы строились преимущественно на вершине холмов, однако тямы редко обустраивали пространство за пределами храмовой ограды и нечасто использовали террасы и постаменты (исключение составляли несколько храмов XII—XIII веков, что указывает на кхмерское влияние в их планировке).
Ведущие французские исследователи и учёные-ориенталисты (Камиль Пари, Этьен Люне де Лажонкьер, Анри Пармантье, Шарль Карпо, Луи Фино, Поль Пеллио, Анри Масперо, Луи Мальре, Жан Буасселье, Филипп Штерн и Эммануэль Гийон), а также польский археолог и архитектор Казимеж Квятковский классифицировали стили тямского искусства по расположению храмов, в которых эти стили зародились, или по местности, где работало больше всего мастеров данного стиля.
Наиболее авторитетные работы по классификации тямских стилей — «Искусство Тямпы (бывшего Аннама) и его эволюция» (1942) Филиппа Штерна и «Скульптура из Тямпы» (1963) Жана Буаселье. Кроме храмового комплекса Мишон, храма По-Нагар в Нячанге и буддийского комплекса в Донгзыонге других больших архитектурных ансамблей в Тямпе не было.

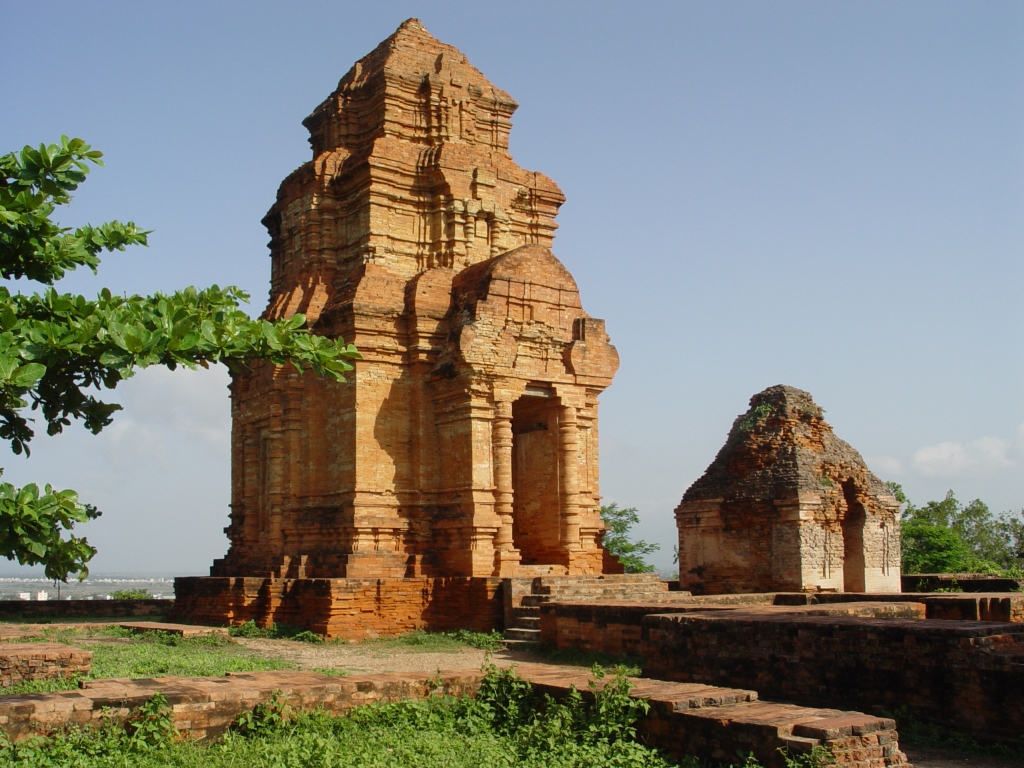
Храм Фухай

Наиболее значительными стилями тямской архитектуры являются Мишон Е1 (VI — середина VII века), Хоалай (середина VII — середина IX века), Донгзыонг (875—915 года), Мишон А1 (X—XI века), Кханьло (XI век), Тхапмам или Биньдинь (XI—XII века), вторая стадия Тхапмама (XIII век) и Янгмум (XIV—XVI века). Основные памятники тямской архитектуры сосредоточены на территории современных вьетнамских провинций Куангнам, Куангнгай, Биньдинь, Фуйен, Даклак, Кханьхоа, Ниньтхуан и Биньтхуан.
К стилю Мишон Е1 относятся также башни в Фухае (провинция Биньтхуан, восточная окраина города Фантхьет). Построенные в VII веке, они являются самыми древними из сохранившихся каланов Тямпы. В храмовом комплексе Фухая заметно сильное влияние доангкорской архитектуры.

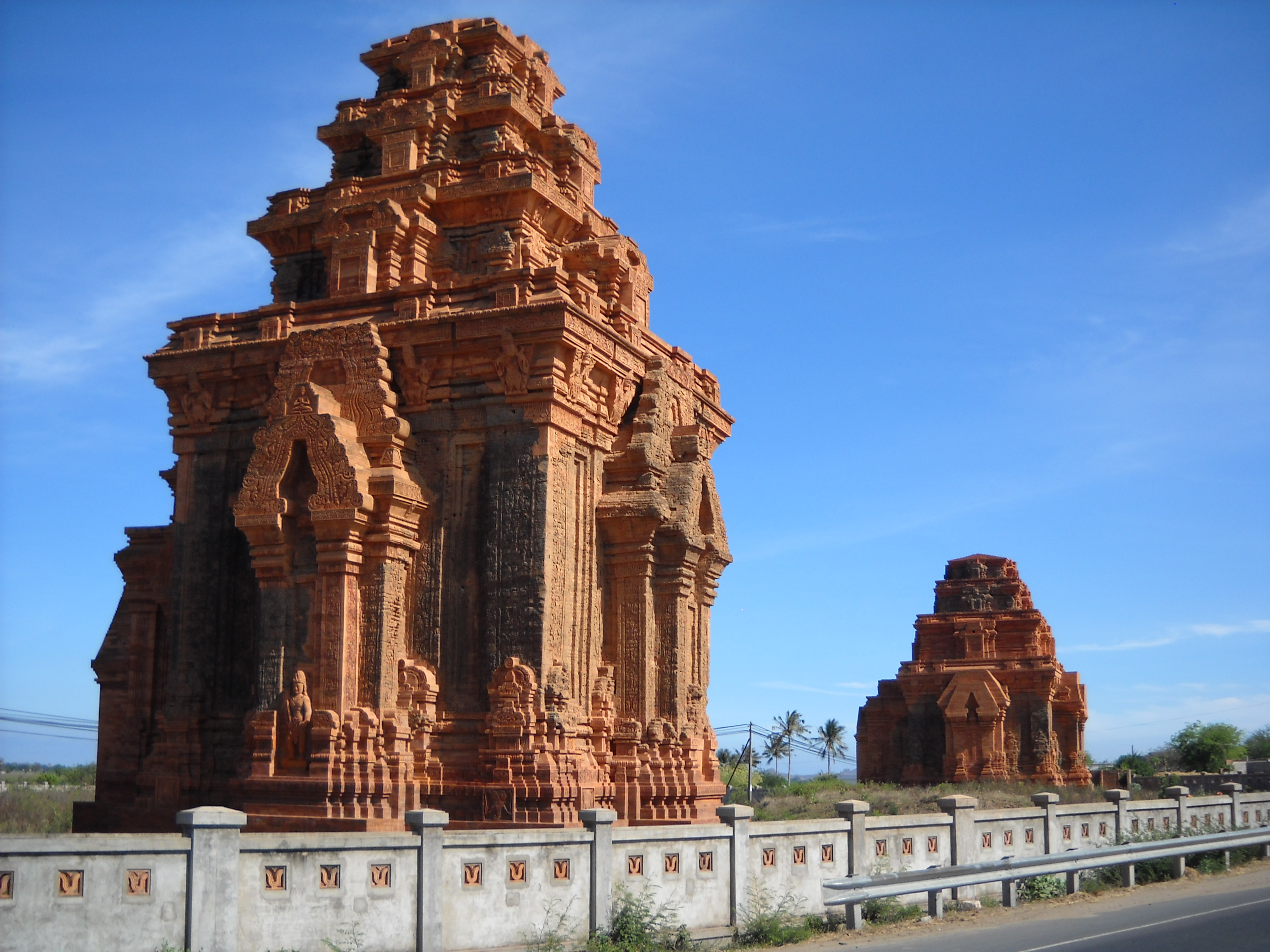
Храм Хоалай

В начале IX века были построены три мощные и изящные башни в Хоалае (провинция Ниньтхуан, к северу от города Фанранг). Эти многоярусные каланы выделяются совершенством пропорций, элегантными пилястрами и резными арочными порталами. Комплекс Хоалай надолго стал образцом тямского калана. Также к стилю Хоалай относятся башни По-Дам, расположенные южнее, в провинции Биньтхуан.
К стилю Донгзыонг, помимо одноимённого буддийского комплекса, близки два величественных храма в Мишоне (А10 и В4). Предшественниками «классического» стиля Мишон А1 были храмовые комплексы Фонгле и Хыонгми. Храм Фонгле был разрушен и не дошёл до наших дней, а три башни храма Хыонгми расположены в провинции Куангнам. Эти каланы разной высоты построены на квадратных цоколях и имеют окна, выходящие на восточную сторону (композиция ансамбля уступает стилю Донгзыонг).
Стиль Кханьло (Тяньло) является переходным от «классической» эстетики Мишона А1 к более декоративному стилю Тхапмам. Для него характерны ансамбли из трёх симметрично расположенных башен, изысканность ложных порталов, вытянутость ярусов и закруглённые верхушки каланов, подчёркнутые многочисленными выступающими деталями на рёбрах крыши (такие купола весьма необычны для тямской архитектуры). Среди интересных новшеств этого стиля выделяются восьмиугольные храмы Кханьло и восьмиугольная северная башня Бангана. Бо́льшая часть архитектурных памятников стиля Кханьло расположена на территории провинции Куангнгай. К этому стилю относятся также архитектурная композиция из трёх каланов, расположенная в Кхиеньданге (севернее Дананга), и калан А храма По-Нагар в Нячанге. Башни Кхиеньданга возведены из песчаника на квадратных цоколях, они выделяются резными рельефами и ложными порталами.
К стилю Тхапмам относятся храм Биньлам в крепости Тхинай (самый древний храм с кхмерскими чертами), башни Тхоклок («Золотые башни»), Вантыонг, Баньит и Хунгтхань. Вторая стадия стиля Тхапмам вернулась к чистоте линий и скромности декора, однако пропорции стали менее элегантными, а угловые башенки превратились в простые пирамидальные сооружения. Наиболее яркими примерами второй стадии стиля Тхапмам являются калан Каньтьен («Медная башня») в центре крепости Добан (Кхабан) к северу от Куинёна и каланы храмового комплекса По-Клонг-Гарай к востоку от Фанранга, построенные в начале XIV века при царе Джайе Симхавармане.
Памятники стиля Янгмум сохранились только в гористой местности близ границы с Камбоджей (например, храмы Янгпронг и Янгмум в лесах провинции Даклак). Для этого стиля характерны упрощённые планы: квадратные, приземистые башни с куполообразной кровлей. Свод Янгмума выполнен в оригинальной технике: он словно вырастает из кирпичных лепестков.
Часть храмов Тямпы имеет явное кхмерское влияние. Храмовый комплекс Баньит, состоящий из пяти башен-каланов, расположен в провинции Биньдинь, севернее города Куинён (в колониальный период он был известен как «Серебряные башни»). Баньит построен в начале XII века на вершине холма, выровненной со всех сторон в виде усечённой пирамиды. Кхмерское влияние заметно и в архитектурной концепции, и в элементах декора. Об этом говорят три ступенчатые террасы и использование зубчатого плана.
Три калана Вантыонг (в колониальный период получили название «Башни из слоновой кости»), своими силуэтами напоминающие кхмерские прасаты, также расположены в провинции Биньдинь. Центральная башня ансамбля, построенного в XII веке, чуть выше боковых башен. Для каланов характерны высокие неглубокие ниши внутри и наружные пилястры, выступ которых увеличивается от углов к центру фасада. Таким образом, башня в плане напоминает выпуклый четырёхугольник с закруглённым завершением наверху. Редкое для тямской архитектуры отсутствие фигур на крыше и башенок по углам также указывает на сильное кхмерское влияние в планировке Вантыонга.

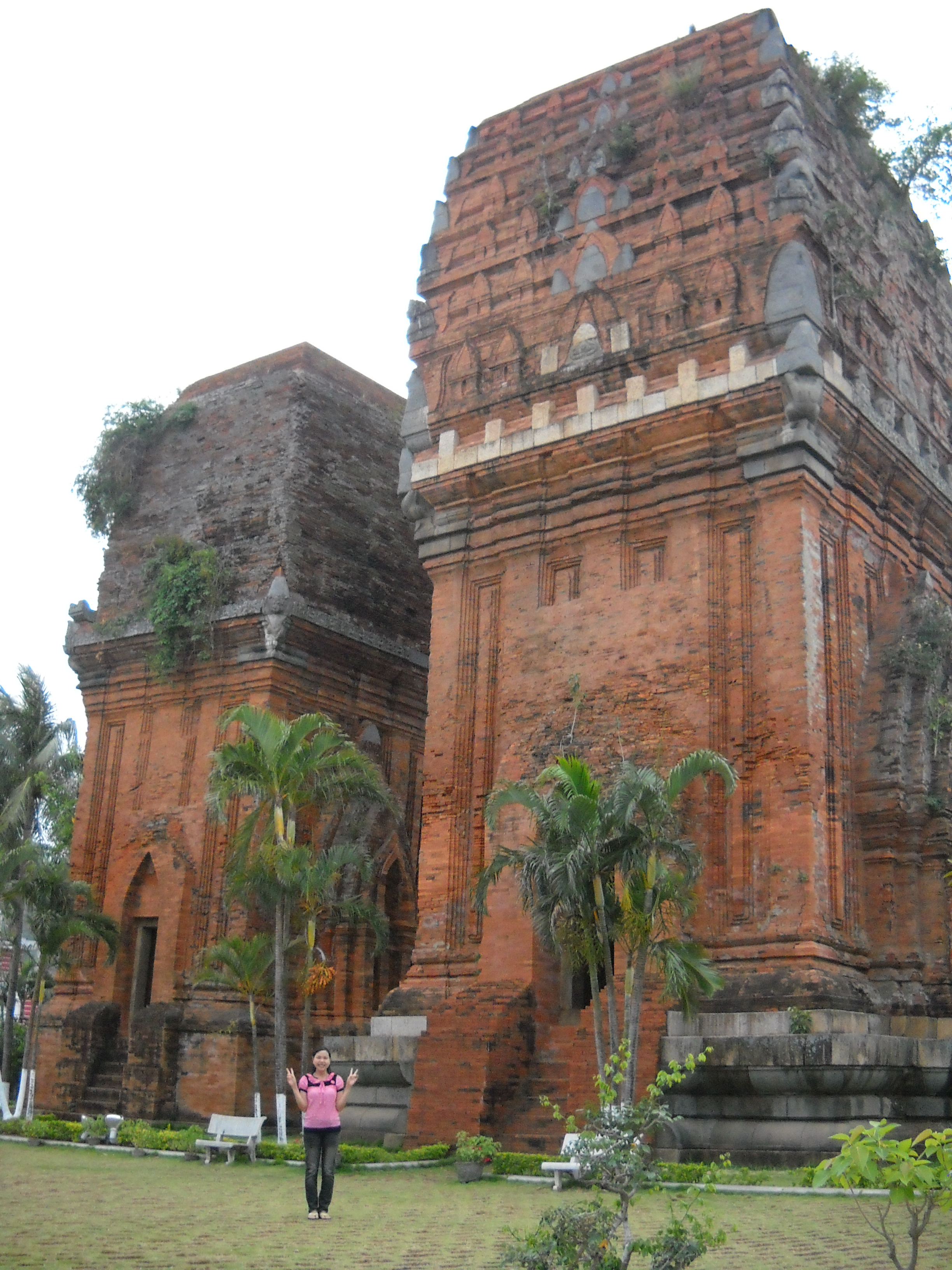
Храм Хунгтхань

Каланы Хунгтхань, построенные в XII—XIII веках, широко известны как «Башни-близнецы» (первоначально их было три, но до наших дней сохранились только два). Они расположены в пригороде Куинёна и во многом типичны для тямской традиции: тяжеловесные, квадратные в плане, с обычными пилястрами, ложными арками и порталами на фасаде. Однако пирамидальные крыши с рядами выступов чётко указывают на кхмерское влияние. Для всех храмов стиля Тхапмам характерны заимствования из кхмерской архитектуры (в том числе террасы, замощённые кирпичом, и элементы декора в виде фризов, украшенных ромбами и полуромбами).
Обычно в храмах Тямпы было три алтарных помещения, обращённых на восток. Чаще всего в Тямпе встречались три типа зданий:
- Храмовые башни (каланы) с развитым выступающим фасадом, который часто сам имеет форму маленького калана. В типичной башне присутствуют ложные ворота и перекрытие с несколькими акцентированными ярусами. К архитектурной форме калана также восходят второстепенные храмы комплекса, открытые мандапы в храмовой ограде и входные порталы в храм[45][17].
- Культовые здания продолговатой формы с двумя залами и сводчатыми перекрытиями (в колониальный период они неверно назывались «библиотеками»)[45][17].
- Большие залы собраний с рядами опорных столбов, которые образовывали нефы. Обычно такие залы поверх обрешётки были крыты черепицей[47][17][14].

Кроме того, в крупных храмовых комплексах существовали здания косагрха, отличавшиеся крышей, выгнутой в форме седла. Они предназначались для хранения ценностей, преподнесённых в дар божеству, а также для приготовления пищи богам. Вход в эти здания был разрешён исключительно высшему брахманскому сословию.
Декор тямских храмов выполнялся в основном в кирпиче. Большое значение имели вертикали, которые часто не прерывались от цоколя до лепного карниза. Выступы ложных порталов создавали ритм простой композиции фасада, двойные пилястры чередовались с гладкими стенами, углы ярусов акцентировались большими резными фигурами или миниатюрными каланами, которые схематично воспроизводили главную башню. Фронтоны восточных ворот и ложных порталов часто имели вид скульптурных композиций.
Наружные стены, членённые пилястрами и ложными порталами, украшались рельефным орнаментом, изображавшим гаруд и макар. На многоярусных крышах храмов также имелись разнообразные украшения в форме ложных портиков и колонн. В центре храмов располагались пьедесталы и алтари, на которые устанавливали статуи божеств и лингамы.

### Храмовые комплексы

#### Донгзыонг

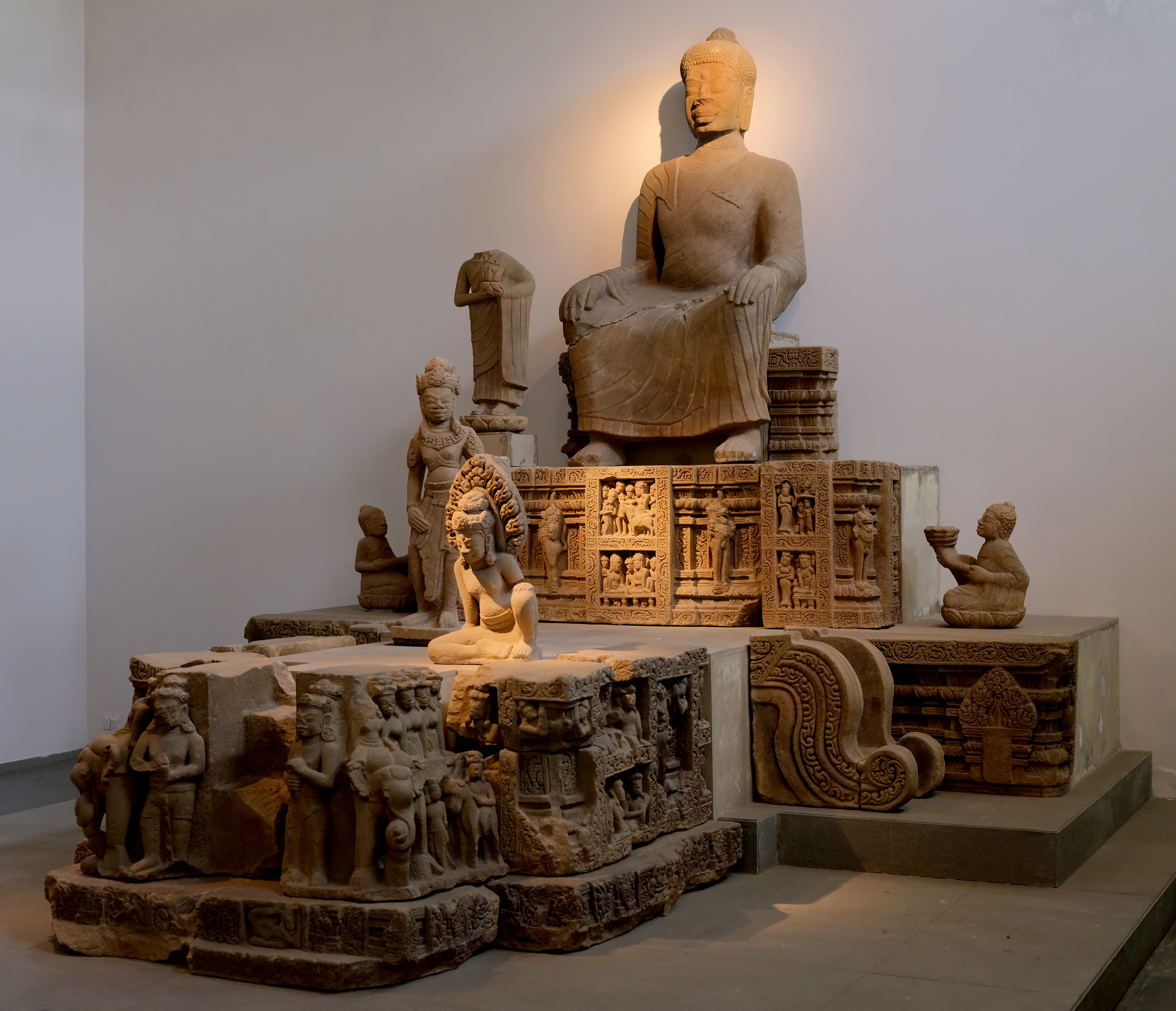
Скульптурная группа из храма Донгзыонг

Буддийский храмовый комплекс Донгзыонг, располагавшийся в уезде Тхангбинь провинции Куангнам, был полностью разрушен во время Вьетнамской войны. В 875 году царь Индраварман основал святилище под названием Лакшминдра Локешвара. Грандиозный ансамбль тянулся с востока на запад на 1300 метров, главный храм имел размеры 150 на 110 метров. Этот помпезный комплекс делился на три двора, следовавшие друг за другом, которые были обнесены богато украшенными стенами. В первый двор, располагавшийся у восточной стороны, можно было попасть через гопуру. В этом дворе находилось большое помещение с колоннами, вероятно, использовавшееся в качестве вихары (в зале для собраний и медитаций стояла статуя Будды).
Через следующую гопуру можно было попасть во второй двор, в котором также размещалась большая зала, но без колонн. Третья, самая пышная гопура вела в последний двор, занятый девятью маленькими храмами. Они примыкали к внешней стене комплекса и были посвящены божествам-хранителям местных общин. Вокруг гопур на основаниях, стилизованных под зонты, стояли большие кирпичные ступы, а границы священных пространств были отмечены маленькими ступами. Перед главным храмом Донгзыонга находилась мандапа, окружённая девятью маленькими залами. Комплекс Донгзыонг славился обилием оригинальных статуй, стиль которых (названный по имени храма Донгзыонг) впоследствии оказал значительное влияние на индуистские скульптуры.

#### Мишон

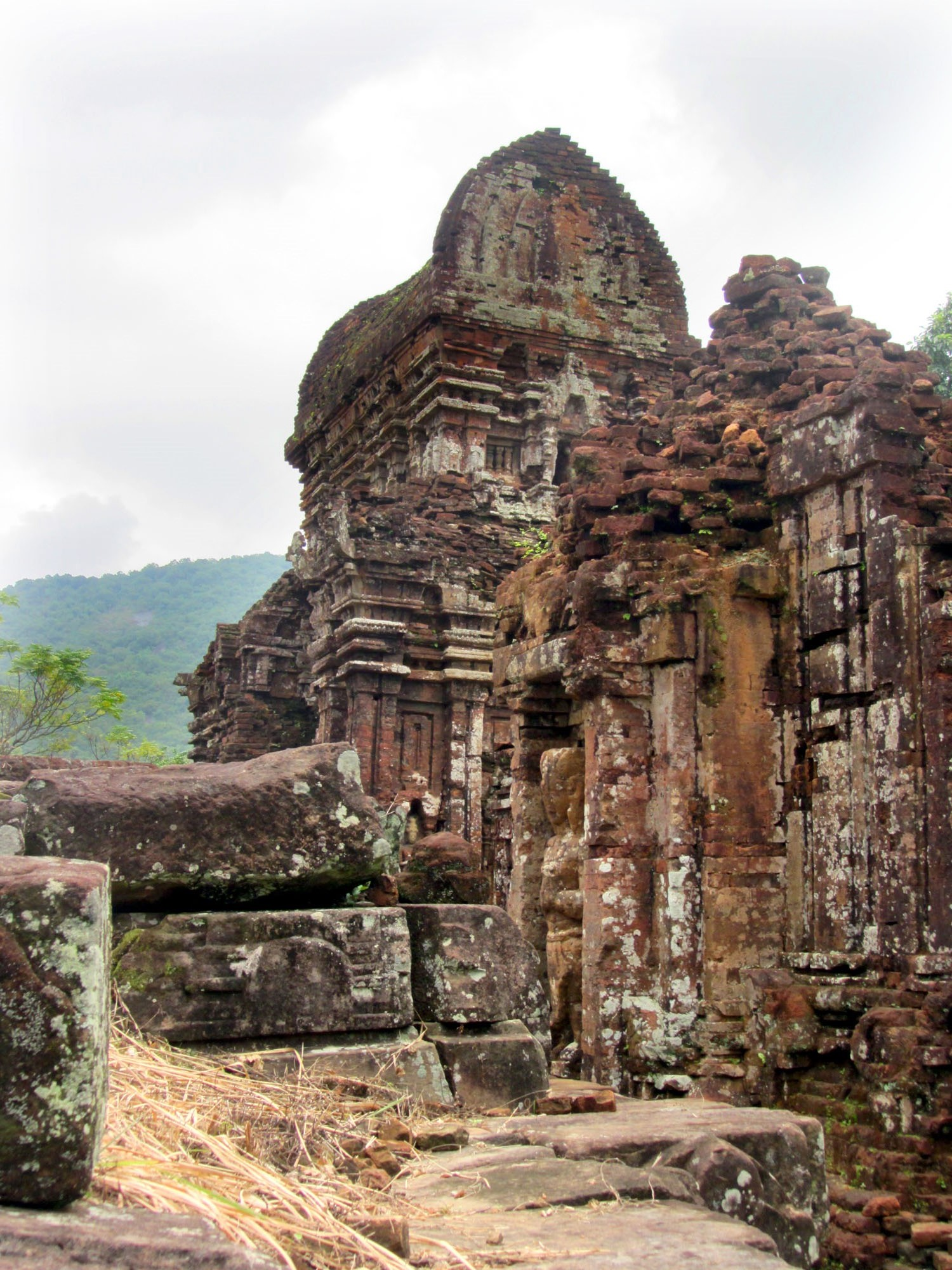
Храмы C5 и C7 Мишона

Нынешнее название храмового комплекса Мишон, также расположенного в провинции Куангнам, в переводе с вьетнамского означает «Прекрасная гора», оригинальное название неизвестно. Мишон считался местом обитания высокопочитаемого бога Бхадрешвары — покровителя царской власти Тямпы, центром различных культов аватар Шивы, связанных с образом тямских царей, он был религиозной столицей страны (нагаратямпа) и формально стоял выше политических центров государства (пура).
Комплекс Мишона имеет религиозные строения двух основных типов: храмы обожествлённых предков царских династий, которые приняли образ Шивы (к таким относятся Ишанешвара в честь царя Ишанавармана или Прабхасешвара в честь царя Прабхасадхармы), и храмы, посвящённые различным аватарам Шивы (Бхадрешваре, Шамбхубхадрешваре и Ишанабхадрешваре).
Для Мишона характерно отсутствие общего плана, на всём протяжении истории комплекса (с V по XV век) храмовые ансамбли или отдельные храмы многократно подвергались изменениям, к ним достраивались многочисленные новые храмы и святилища. Поэтому в одном строении могут сосуществовать разные стили и стилистические элементы разных эпох. Весь комплекс делится на большие ансамбли, которые французские исследователи конца XIX века обозначили латинскими буквами (как правило, ансамбли обнесены храмовыми оградами). Вокруг группы храмов A расположены ансамбли A', B, C, D, E, F, G и H, а ансамбли K, L, M и N являются отдельно стоящими памятниками. Внутри каждого ансамбля храмы и памятники пронумерованы (например, А1, B2 или C3).
Строения V—VI века были, вероятнее всего, сделаны из дерева, поэтому ни одно из них не сохранилось до наших дней. Старейший храм Е1 относится к VII веку. В VIII—IX веках в стиле Хоалай возводились ансамбли F и A', с середины IX по середину X века в стиле Донгзыонг были построены храмы А10, А11, А12, А13, В1, В2 и В4. На рубеже X и XI веков возник большой храм А1, окружённый шестью малыми храмами (он был встроен в более древний ансамбль, заняв место первоначального главного святилища).
Почти весь ансамбль С довольно однороден по стилю и относится к XI веку. В начале XII века был построен храм Е4. Ансамбль G относится к тем редким храмовым группам Мишона, которые не перестраивались и датировка которых точно известна (судя по надписям, комплекс был построен в 1147—1162 годах). По стилю и заметному кхмерскому влиянию к ансамблю G близка группа H. Не все храмы Мишона ориентированы главным порталом на восток, как предписывает шиваитская традиция. Этому условию отвечают лишь ансамбли B, C, D и H. Остальные группы храмов ориентированы на запад, однако ни тексты надписей, ни другие источники не объясняют эту особенность.

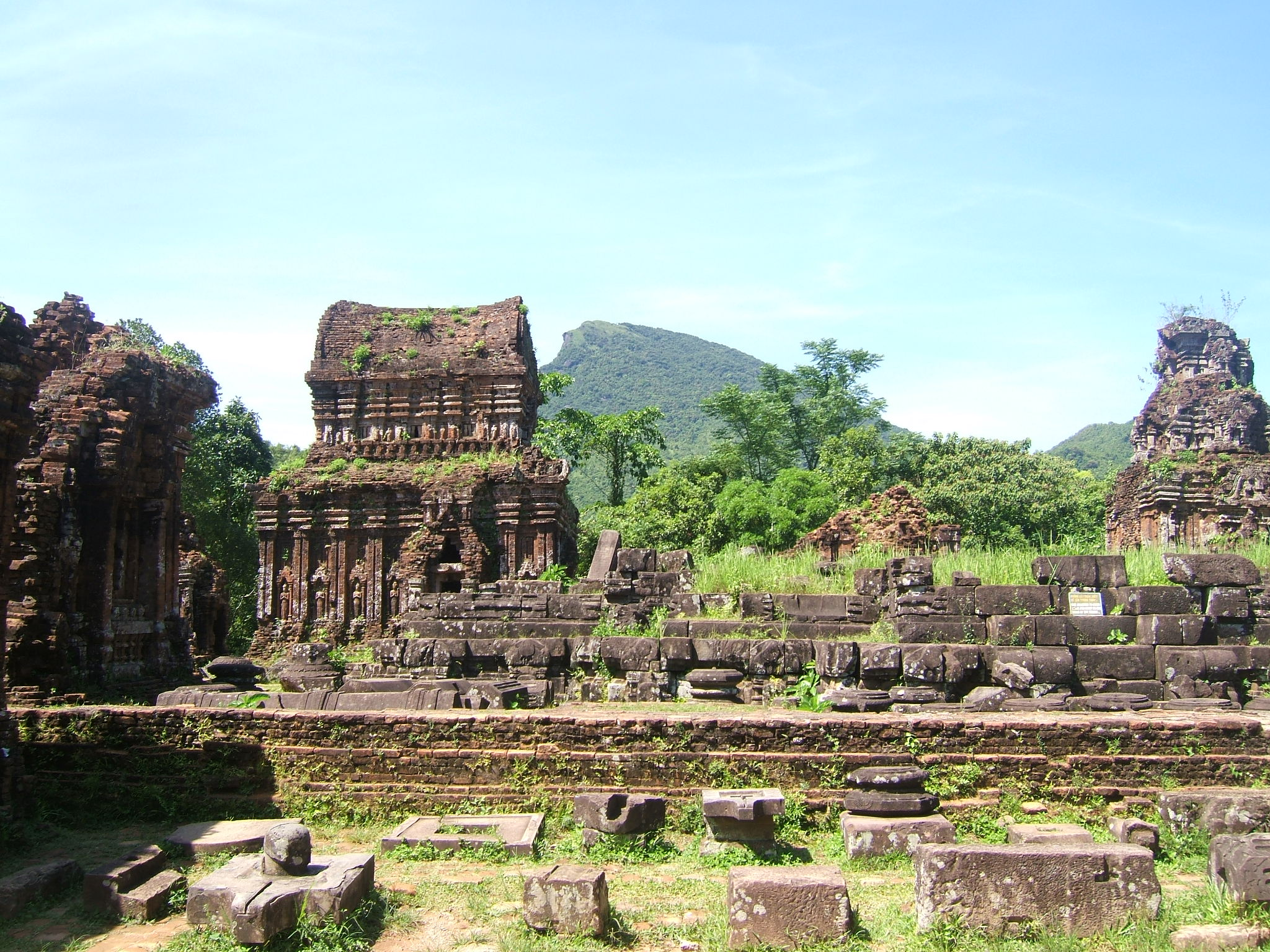
Руины Мишона

Храм А1 в Мишоне, давший название целому архитектурному стилю, отличается равновесием пропорций и изысканной скромностью скульптурного декора по кирпичу. Ритм фасадов задан пилястрами вокруг высоких ниш, кирпичный фасад усиливает игру света и тени, а стройные пропорции высоких башен способствуют гармонии очертаний. Храм А1 является образцом так называемого «классического» стиля тямской архитектуры, становление которого происходило под сильным индонезийским влиянием.
Основание старейшего храма Е1 большинство учёных относит к периоду правления царя Пракашадхармы Викрантавармана I (середина VII века). Это подтверждают как надписи, найденные поблизости, так и стиль резных фигурок храма. Вполне вероятно, что строительство могло начаться и в первой половине VII века. Святилище содержало важный лингам, установленный на резном пьедестале. К началу XX века храм уже находился в разрушенном состоянии. Его стены не были достаточно массивными, чтобы поддерживать кирпичный свод. Из фрагментов, найденных на месте храма, можно предположить, что крыша была восстановлена с использованием деревянного каркаса. В углах квадратного зала, которому предшествовал небольшой вестибюль, было четыре деревянных колонны.
Узкий портал, ориентированный на запад, терраса с деревянным обрамлением и узкой лестницей, украшенная пилястрами поднятая основа, на которую опирался храм, напоминают архитектурные детали, характерные для искусства Дваравати. В храме не было ложных порталов, а широкие кирпичные дверные проёмы подобны тем, которые характерны для кхмерской архитектуры доангкорского периода. Храм F1, хотя и построен несколько позже, в художественном оформлении близок к стилю Е1. Здание на большой прямоугольной основе и с несколькими ярусами имело черепичную крышу и более массивные стены, чем в храме Е1. Единственный зал был ориентирован по оси восток—запад, к входному коридору вёл портал с каменным дверным проёмом. В храме F1 появились ложные порталы и оригинальный орнамент с использованием сопряжённых углов в основании.

#### По-Нагар

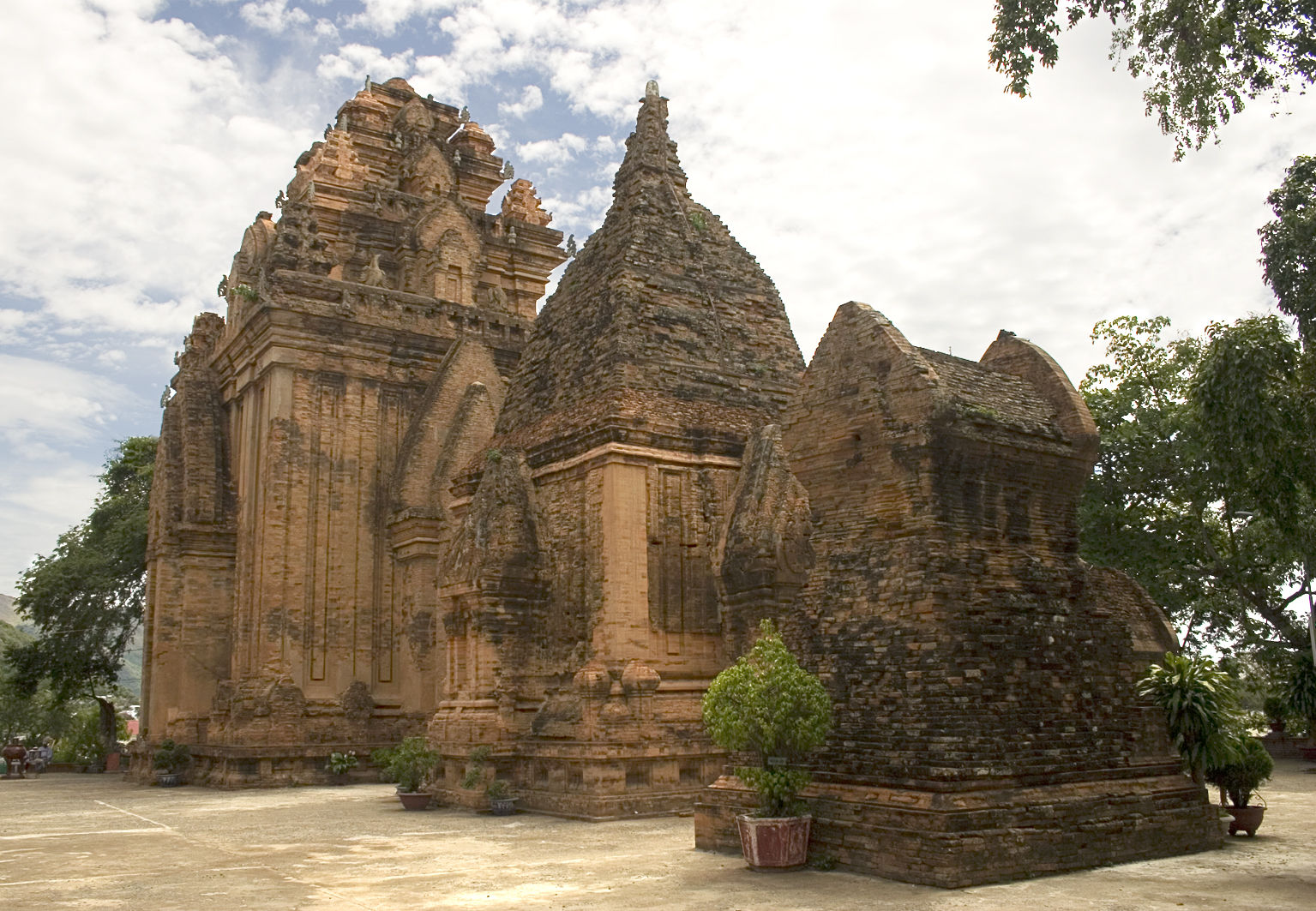
Храм По-Нагар

Храмовый комплекс По-Нагар в Нячанге (провинция Кханьхоа) состоял из семи каменных зданий, шесть из которых идентифицированы по надписям (не удалось определить божество только башни G). До наших дней дошли лишь четыре башни: A, B, C и F.
Главная башня A начиная с VIII века была посвящена супруге Шивы — Бхагавати, которая считалась покровительницей местного княжества Каутхара. Позже Бхагавати трансформировалась в «богиню страны» — Янг пу Нагара (современное название храма По-Нагар восходит именно к этому эпитету богини). В начале IX века богато украшенная золотом и драгоценными камнями статуя богини была украдена из храма, со временем её заменили на нынешнюю каменную статую (голова этой статуи X века принадлежит ещё более поздней эпохе).
В начале XI века правитель Каутхары Парамешвара пожертвовал храму фронтон, который и сегодня находится над порталом в башню А. На фронтоне изображена четырёхрукая богиня, танцующая на спине буйвола. В конце XI века, с появлением надписей на тямском языке, появился и термин «богиня страны» (Янг пу Нагара). Наряду с ней в По-Нагаре почитали и её дочь — «маленькую богиню» (Янг пу Анех). По лестнице из башни А можно спуститься в колонный зал (дата его постройки неизвестна, также неясно его предназначение, которое трактуется по-разному: и зал для церемониальных пиршеств, и зал собраний, и зал для молитв и жертвоприношений).
Южная башня B служила местом поклонения некоему сложному божеству. Изначально там стоял лингам (мукхалинга), изображавший лица Шамбху (одно из имён Шивы) и Бхагавати. Этот высокопочитаемый лингам был покрыт золотом и украшен драгоценными камнями. С тех пор за башней закрепилось название «храм двуполого Шивы».
Башни-каланы C и F были построены одновременно в начале IX века. Башня F считается храмом Ганеши, на её северной и южной сторонах изображены Гаруды, а на западной — слон. Башня С посвящена местной богине Шри Маладакутхаре (она также известна как «маленькая богиня»). Башня Е не сохранилась до наших дней, она была построена в первой половине IX века и посвящена Махадеви («богине-матери»). От башни D также ничего не сохранилось, здание было построено в середине XIII века, в нём поклонялись богине Бхагавати Матрилингешвари. После этой башни, вероятно, в комплексе По-Нагар больше ничего не строили, но он ещё долго оставался центром шактизма — поклонения женским божествам.

## Скульптура
В Тямпе существовали два основных типа скульптуры — большие скульптурные группы (пьедесталы и алтари) и произведения меньших размеров, выполненные на опорных стелах (горельефы и реже барельефы). Пьедесталы и алтари, покрытые скульптурным декором, занимали большое пространство в центре храмов (декор включал сюжетные сцены и различные орнаменты). Часто боги изображались прислонёнными к стелам, стражи у храмовых порталов и входа в святилище (дварапалы) изображались на барельефах.

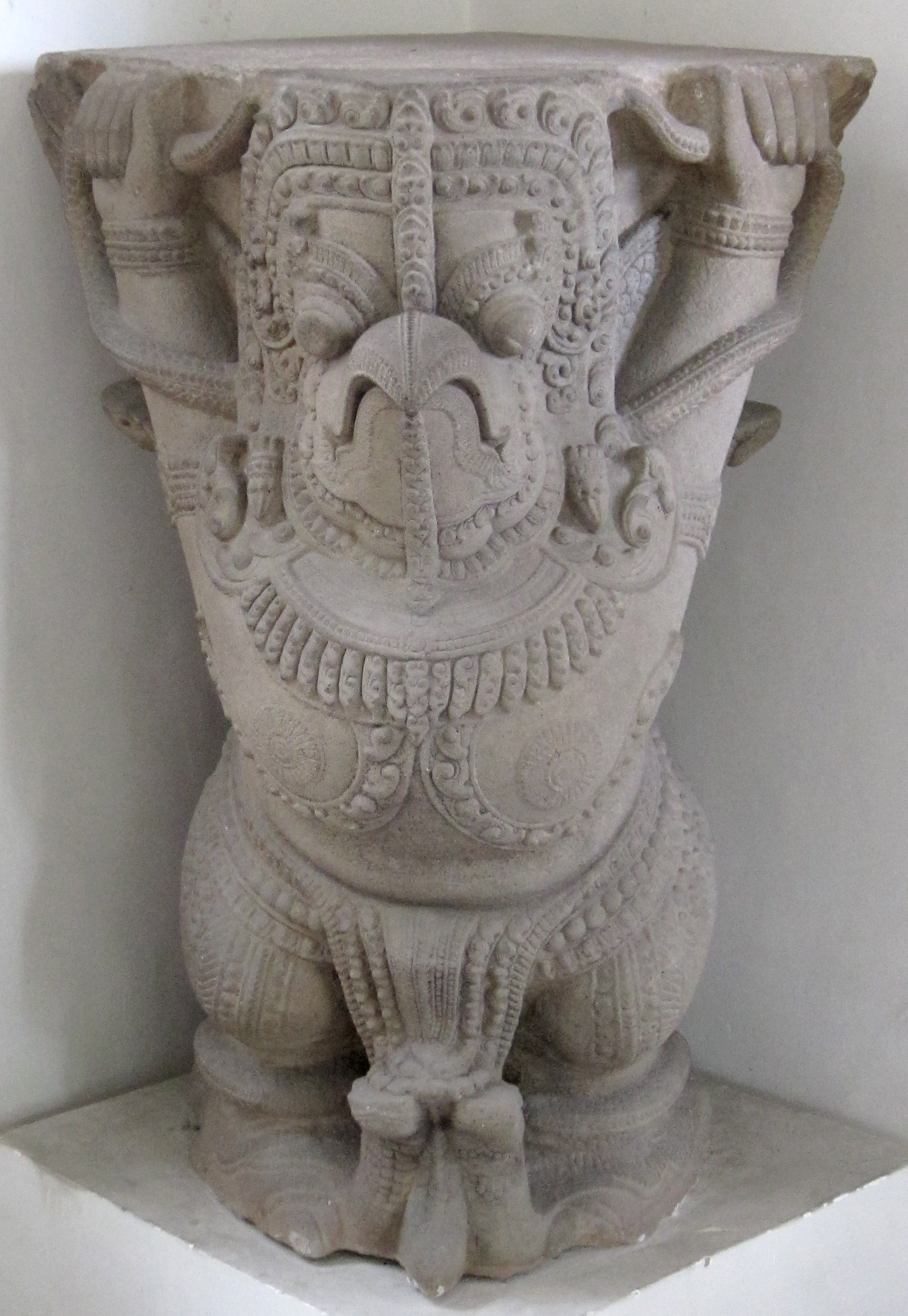
Скульптура Гаруды, XIII век

Многие декоративные элементы, общая тенденция которых направлена на акцентирование архитектурных силуэтов, специфичны для искусства Тямпы — например, накладки, керамические угловые статуи или угловые венцы. Угловые статуи имели орнаментальный характер и по своему предназначению были близки к готическим химерам (статуи имели форму стебля и ветвей, изображали апсар и морских чудовищ). Угловые венцы покоились на широком карнизе и поначалу (X век) трактовались как башенки, но позже слились со стеной.
Большое внимание среди скульптурных изображений уделялось животному миру. Популярностью пользовались слоны, обезьяны и различные фантастические животные, которые изображались достаточно реалистично. Среди фантастической иконографии преобладали герои из индонезийского и китайско-вьетского репертуара. К индонезийским мотивам относятся скульптуры гаруд (мифические птицы), нагов (змееподобные духи) или макаров (львиные маски без нижней челюсти, символизирующие смерть или время); к вьетским — драконы.
Некоторые существа навеяны иноземной мифологией, но их скульптурная трактовка чисто тямская. У драконов туловище и лапы покрыты чешуёй, головы имеют рога и гребень, морды вытянутые и курносые, зубы длинные, верхняя челюсть с клыками выгнута вперёд.
Тямские скульпторы славились передачей движения и гибкости, однако пропорции соблюдались редко. Только слоны всегда изображались очень верно, иногда с украшениями в виде ожерелий, но всегда без упряжи. С веками качество изображения животных улучшалось, и только лошади никогда не выглядели реалистичными.
Начиная с XII века на смену иконографической строгости приходят декоративные фантазии, реальных животных почти полностью вытесняют мифологические фигуры с явной тенденцией к стилизации (гаруды, львы и драконы). Изображения драконов (иногарай) свидетельствуют о контактах с китайским искусством, но они не являются слепыми копиями, а скорее реминисценциями драконов из Дайла. Индо-яванское влияние, сильное в предшествующие столетия, постепенно исчезает, сменяясь кхмерским и вьетским. С XIII века анималистическая скульптура начинает вырождаться.
Крупнейшие коллекции тямской скульптуры собраны в Национальном музее вьетнамской истории в Ханое, Музее тямской скульптуры в Дананге, Музее вьетнамской истории в Хошимине, парижском музее Гиме, Музее азиатского искусства в Сан-Франциско, лондонском Британском музее, музее Ритберг в Цюрихе, Вьетнамском национальном музее изящных искусств в Ханое и Городском музее изящных искусств в Хошимине.

### Стили тямской скульптуры

#### Стиль Мишон E1

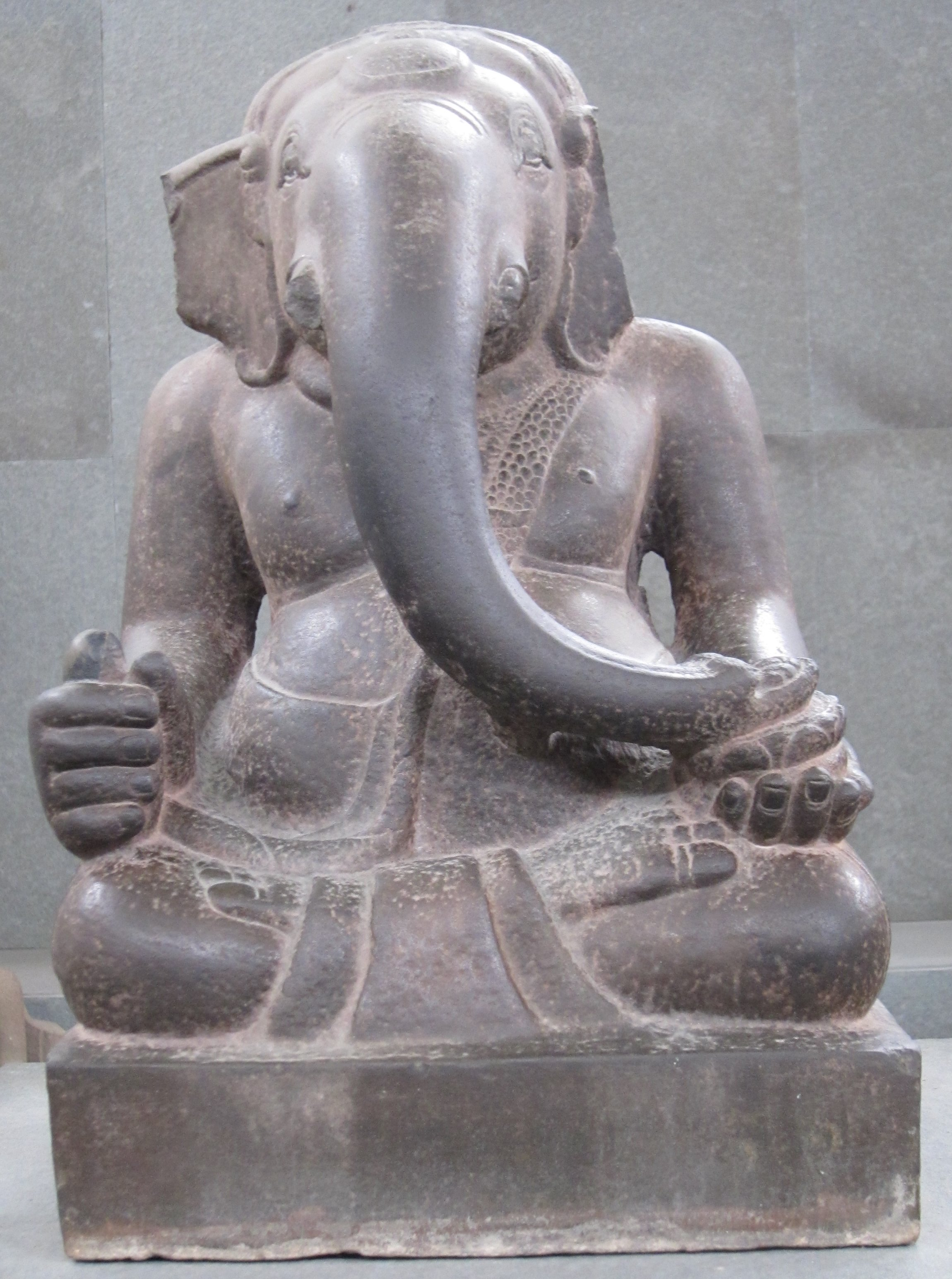
Скульптура Ганеши в стиле Мишон Е1, VII век

Подобно архитектуре, тямская скульптура делится на стили, названные по именам наиболее значительных храмов. Стиль Мишон Е1 (VI — середина VII века) зародился под сильным южноиндийским влиянием в эпоху распространения индуизма и индийской политической системы. От раннего периода сохранилось только несколько скульптур этого стиля, в их иконографии преобладают Шива, Ганеша и Вишну.
Помимо чисто индийского в скульптуре стиля Мишон Е1 заметно влияние искусства монского государства Дваравати и государств Индонезийского архипелага, а также доангкорского искусства южной Камбоджи. Пьедестал храма Е1 в Мишоне является монументальным примером, характерным для этого стиля. Он находился в центре храма и ранее на нём стоял лингам, символизировавший гору Кайлас. Основание пьедестала состоит из ровных блоков жёлтого песчаника. Ниши и простенки, разделённые небольшими пилястрами, символизируют горные пещеры (в них изображены аскеты-отшельники). Пьедестал служит подножием паперти, на передней стороне которой расположены три ступени.
Под второй ступенью находится изображение трёх танцовщиц с развевающимися покрывалами. Их ноги подогнуты, а руки подняты как у атлантов. Танцовщицы как будто поддерживают ступень, в то же время изящно двигаясь под музыку. Их фигуры украшены драпированными набедренными повязками, ожерельями, поясами и браслетами выше локтя, лица — серьгами.
На передней стороне пьедестала с каждой стороны паперти имеется по нише, которые выделены характерными для стиля Мишон Е1 пониженными арками. В одной из ниш изображён отшельник, играющий на флейте, в другой — на арфе. На косоурах паперти изображены два отшельника: с одной стороны — играющий на ви́не, а с другой — держащий рукопись. На каждой из трёх прочих сторон пьедестала находится по три простенка, между которыми на накладках имеются 18 скульптурных сцен. Все они изображают сцены из жизни аскетов: медитации, жертвоприношения, наставления ученикам.
Другим важнейшим произведением стиля Мишон Е1 является незаконченный фронтон из песчаника, который когда-то располагался над главным входом в этот храм (датируется VII веком). На фронтоне изображены сцены из индуистской мифологии: Вишну возлежит на океанском дне, ложем ему служит царь всех нагов Шеша. Из пупка Вишну произрастает лотос, из которого появляется Брахма, призванный воссоздать вселенную. По бокам фронтон фланкируют фигуры стражников, держащих в руках змей.
Скульптур стиля Хоалай (середина VII — середина IX века) сохранилось также крайне мало. Исполненные из кирпича дварапалы Хоалая мало чем отличаются от скульптур стиля Мишон Е1. Зато в этот период встречается много буддийских бронзовых статуэток, подражающих индонезийскому стилю, но худшего качества (почти все они изображают Будду и Авалокитешвару).

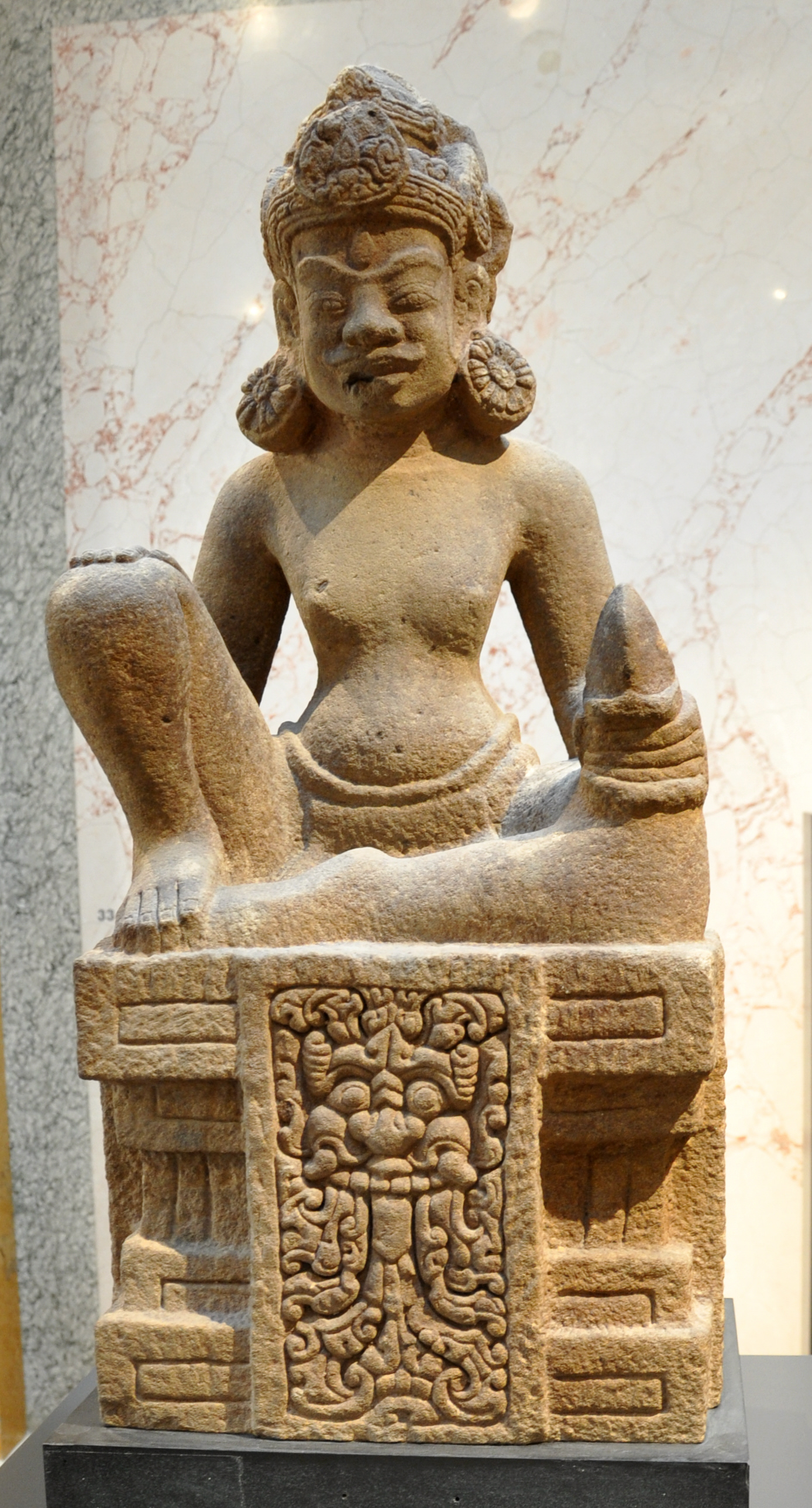
Скульптура в стиле Донгзыонг из провинции Куангнам, конец IX века

#### Стиль Донгзыонг
Стиль Донгзыонг (конец IX — начало X века) характеризуется тяжёлым, заполняющим почти всё пространство скульптурным декором с широкими украшениями в виде стилизованного цветка, наложенными друг на друга, и тяжеловесными гирляндами. Также этому стилю присущи капители с орнаментом в виде листьев и длинных ветвей, обилие мотивов извивающихся линий в украшениях статуй. В стиле Донгзыонг заметно индонезийское влияние, но преобладает типично тямская трактовка. В скульптурах буддийских божеств, монахов или благотворителей слились сакральная торжественность, кротость лиц и активное движение тел по индивидуальной схеме.
Иконография стиля Донгзыонг включает разнообразные сцены из жизни Будды, Авалокитешвары, Тары, Калы, дхармапал (гневных божеств, защищающих буддистов), дварапал (стражей храмовых ворот и дверей, вооружённых булавами) и других божеств обширного пантеона, а также буддийских монахов. Для скульптур характерны чрезмерно преувеличенные и стилизованные особенности, на лицах без улыбок — утолщённые носы и губы (многие статуи имеют пышные усы и густые сросшиеся брови).

#### Стиль Мишон A1
Переходный стиль Мишон А1 (X—XI века) делится на два подстиля: Хуонгми (начало — середина X века) и Чакиеу (середина X — середина XI века).

##### Подстиль Хуонгми
Для «классического» Хуонгми (Хыонгми) характерны кхмерское влияние и возрождение вишнуитской иконографии (особенно стиль прославился величественными скульптурами).
Ярким примером этого стиля является бюст богини, найденный в Хуонгкуэ, провинция Куангнам (сегодня он выставлен в историческом музее южновьетнамского города Хошимин). Кроткое задумчивое лицо с тонким носом и пухлыми губами оживляют большие глаза, зрачки которых когда-то были раскрашены или инкрустированы драгоценными камнями. По желобкам в волосах и отверстиям в ушах можно предположить, что на статую надевались съёмные украшения. Полумесяц в высоком шиньоне указывает на то, что это богиня из шиваитского пантеона, но идентифицировать её по имени не удалось. Несмотря на явное кхмерское влияние, во многих деталях этого бюста прослеживаются этнические тямские черты.

##### Подстиль Чакиеу
Стиль Чакиеу характеризуется яванским и южноиндийским влиянием, глубокими эстетическими изменениями, переменами в одежде и украшениях статуй. Лица скульптур становятся улыбающимися и совершенно безбородыми, тела — гибкими и изящными, композиция — лёгкой и свободной. Большие статуи становятся пристенными, почти полностью исчезают горельефы, за исключением изображений животных, растёт богатство декоративных элементов. Типичными примерами этого стиля являются несколько пьедесталов из Чакиеу.

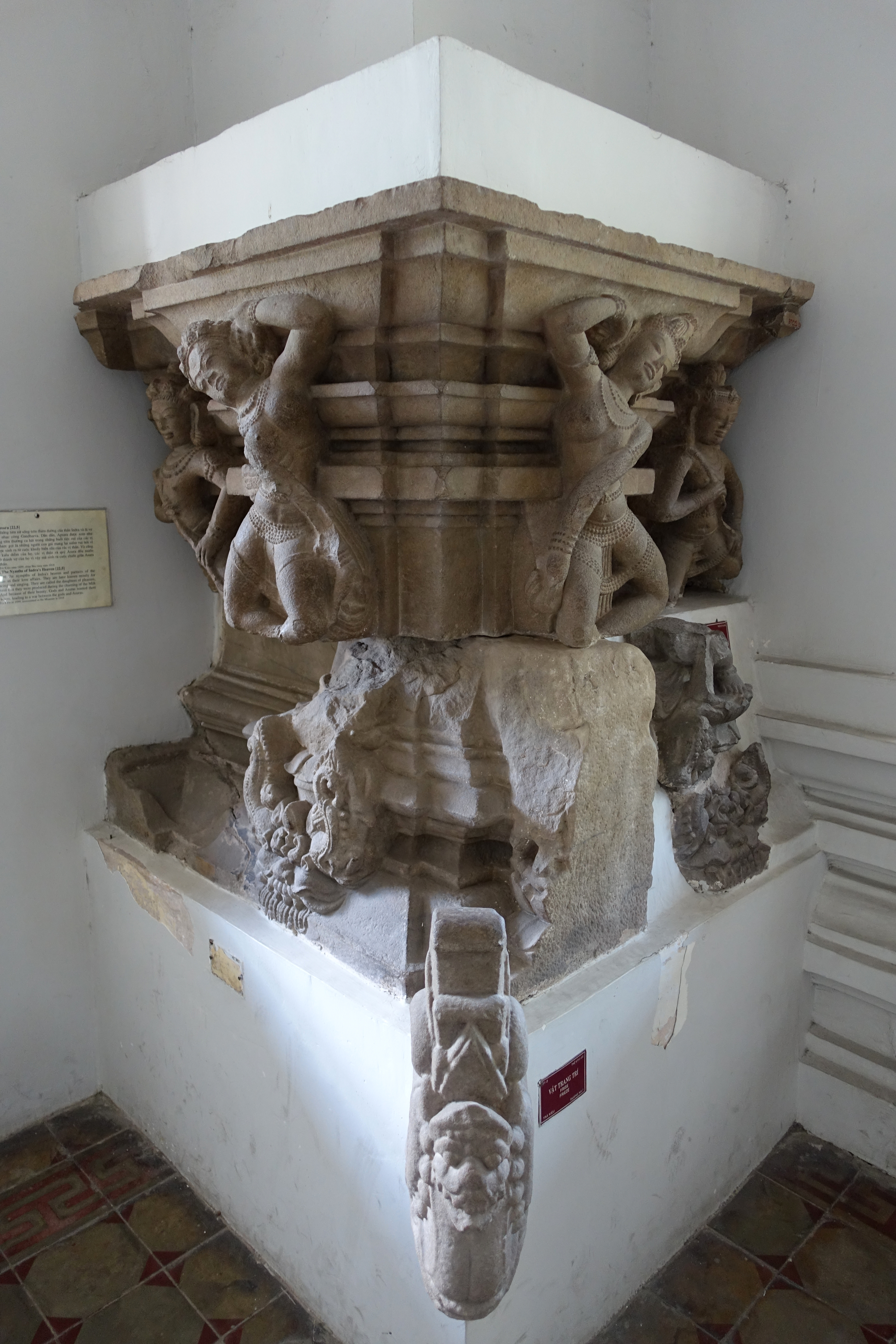
Пьедестал с танцовщицами из Чакиеу

Пьедестал из Чакиеу (иногда его называют алтарём) имеет круглую форму, что говорит об индийском влиянии. На вершине пьедестала стоит монументальный лингам с канавкой для возлияний. Обруч на середине пьедестала орнаментирован сплошной линией женских грудей (такой орнамент появляется в тямском искусстве в первый раз именно на пьедестале из Чакиеу, а затем становится характерным).
Орнамент указывает на мифического основателя Индрапурской династии Уроджу, имя которого означает «рождённый от женской груди». Подобные мотивы, подчёркивающие плодородие страны, начали использоваться на многих пьедесталах в Тямпе не позднее X века.
Квадратное основание пьедестала по углам украшено львами и со всех четырёх сторон оформлено фризом, на котором изображены сцены из жизни Кришны. Это указывает на важность иконографии вишнуизма в тямской скульптуре X века. Несмотря на вишнуитский характер изображения, на пьедестале находится лингам — шиваитский элемент (о сочетании вишнуитской иконографии с шиваитским культом, о включении Вишну в поклонение Шиве широко известно в странах Юго-Восточной Азии).
Пьедестал с танцовщицами также происходит из Чакиеу и считается одним из главных шедевров тямской скульптуры. Длина каждой его стороны не менее 3 метров, высота — около 1,2 метра. Основание пьедестала оформлено пилястрами, украшенными львиными головами и калами. На каждом пилястре изображена танцовщица, а на простенках — музыканты. Гибкие фигуры танцовщиц, украшенные драгоценностями, выделяются на фоне более коренастых тел музыкантов. Несмотря на сильное индийское и яванское влияние, общий стиль пьедестала тямский.

#### Стиль Шаньло
Отличительной чертой стиля Шаньло (XI век) является возврат к простоте украшений статуй. Фигуры утрачивают прежнюю гибкость и раскованность, становятся сильно изогнутыми. Черты лиц утрачивают чувствительность и кротость, вновь появляются толстые губы, широкие носы, большие надбровные дуги и стереотипные улыбки. Качество статуй продолжает быть высоким, но им не хватает одухотворённости. Скульптуры стиля Шаньло встречаются в Мишоне (храм Е4), Чиенданге и Бангане.

#### Стиль Тхапмам

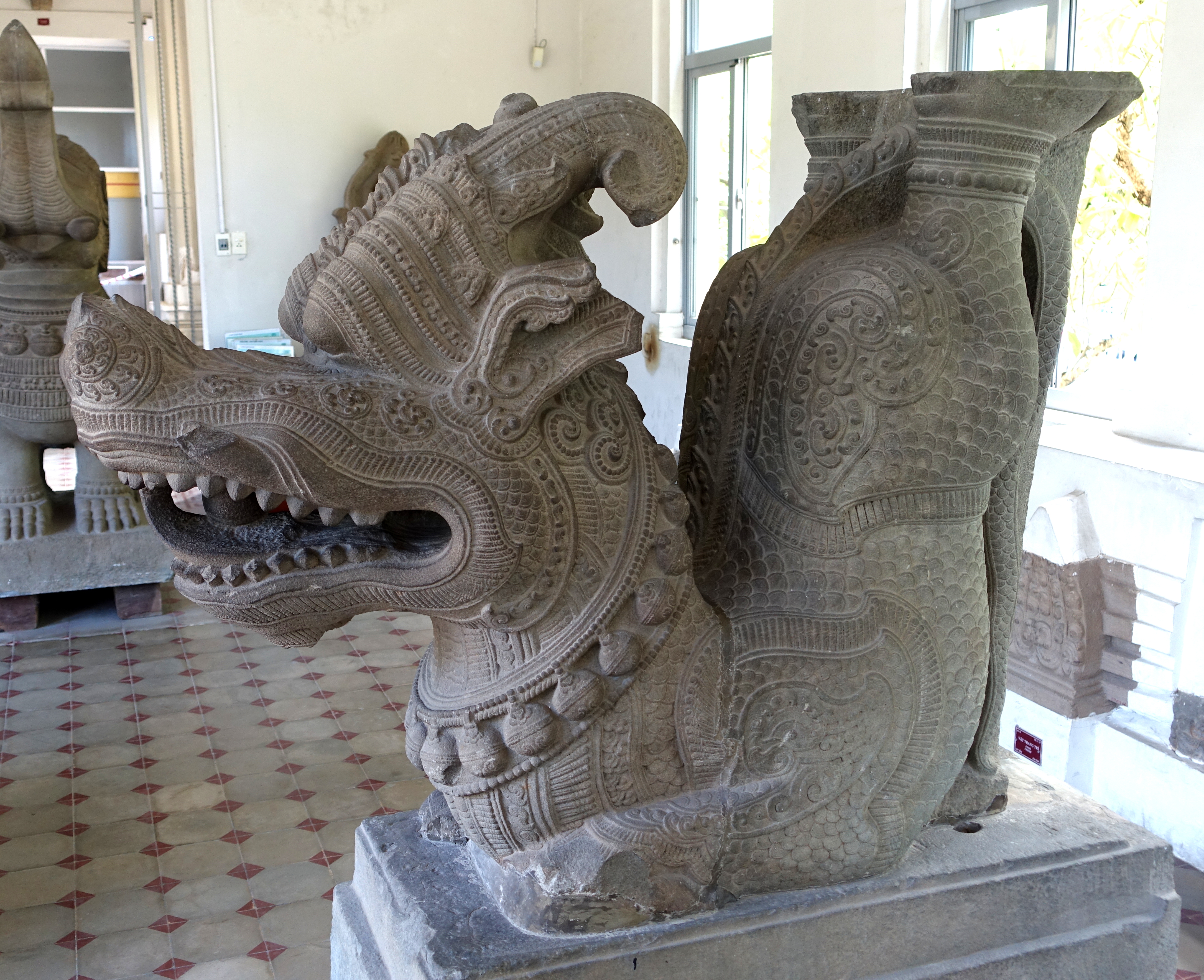
Дракон в стиле Тхапмам

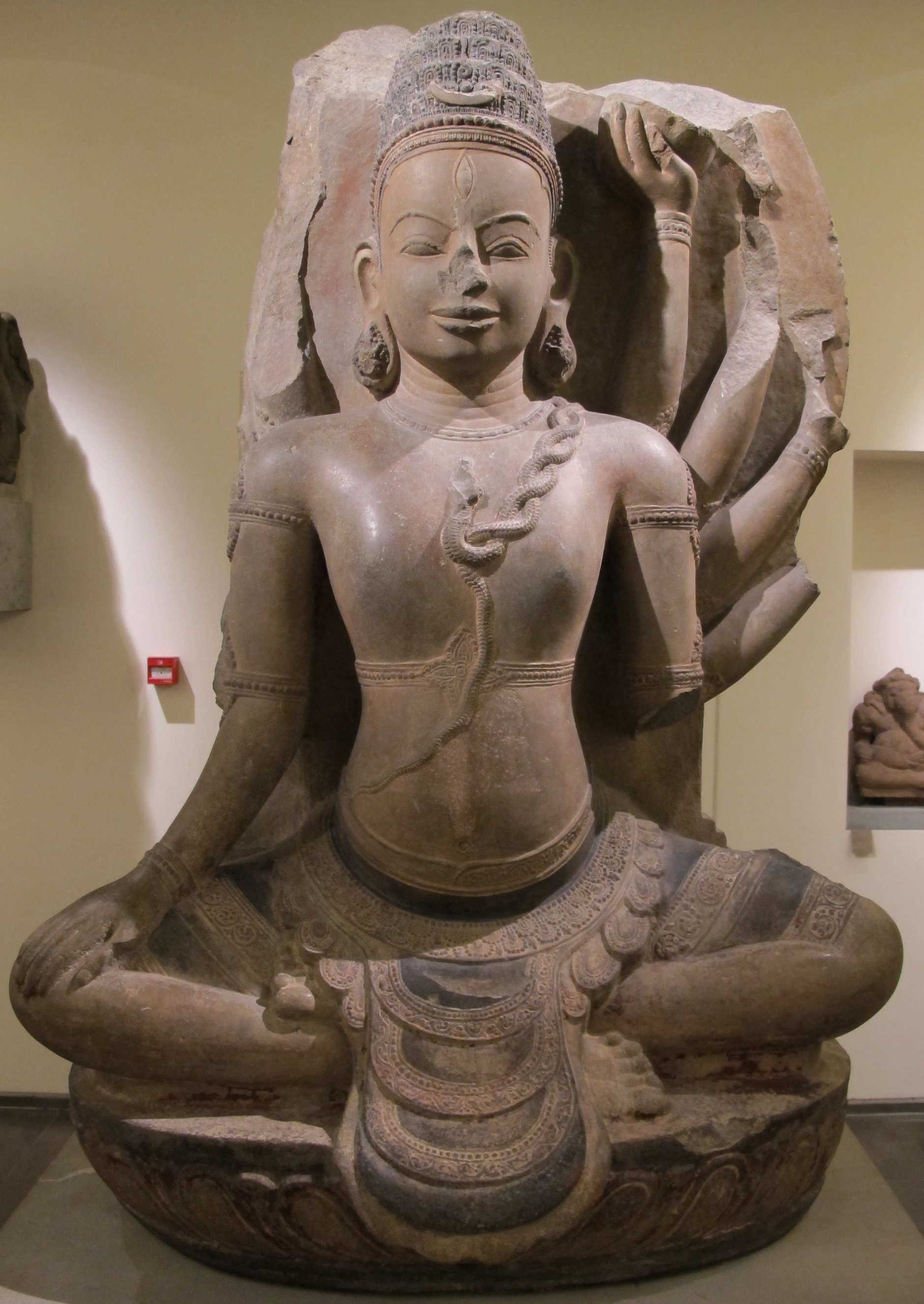
Скульптура Шивы в стиле Тхапмам из музея Гиме

Для стиля Тхапмам (XI—XII века), тесно связанного с кхмерской скульптурой, характерен орнамент нового типа, покрывающий все украшения статуй и стены храмов. Он представляет собой закрученные внутрь «улиткообразные» завитки. Антропоморфные статуи (за исключением дварапал) — почти все пристенные и связаны с архитектурным декором. Фигуры, изображённые в движении, сменяются статическими статуями с обилием деталей и роскошными украшениями. Из-за преобладания в скульптурах мелкого декора, пышности, неподвижности, строгой фронтальности и тяжеловесности европейские искусствоведы окрестили стиль Тхапмам «барочным».
В технике и качестве исполнения второго этапа стиля Тхапмам (XIII век) заметен ощутимый регресс: лица скульптур становятся вытянутыми, фигуры — скованными и сухими, волосы и бороды — более стилизованными, украшения статуй — очень простыми. Появляется множество кхмерских заимствований, близких к стилю Байон (типичные изображения Будды, сидящего на наге, и Локешвары). Ярким примером второго этапа стиля Тхапмам является тимпан главного храма ансамбля По-Клонг-Гарай, изображающий танец шестирукого Шивы (несмотря на тяжеловесность лица, поза Шивы отражает стремление автора к реализму).
Статуи четырёхрукого Шивы, сидящего в позе лотоса, характерны для стиля Тхапмам. Один из экземпляров, выставленных в Музее тямской скульптуры в Дананге (сохранился без головы), очень близок к хранящемуся в музее Гиме (последний происходит из храма Баньит). Лепка тела статуи из Дананга очень обобщённая, без детализации мускулатуры, однако богатые одежда и украшения исполнены довольно тщательно.
На округлом клапане набедренной повязки изображены брелоки и высококачественная вышивка (в современной Камбодже вышивка золотыми и серебряными нитями по давней традиции называется «тямское шитьё»). Очень подробно изображены драгоценности и другие аксессуары: многослойный пояс, браслеты с кабошонами у локтей, браслеты на запястьях, нага с тремя головами на брахманском шнуре.
Несмотря на большое значение, которое в Тямпе того периода имел буддизм, сохранилось всего несколько скульптурных изображений Будд. Имеющиеся фрагменты свидетельствуют об оригинальности тямских буддийских скульптур по сравнению с индуистскими изображениями и кхмерской буддийской традицией той эпохи.

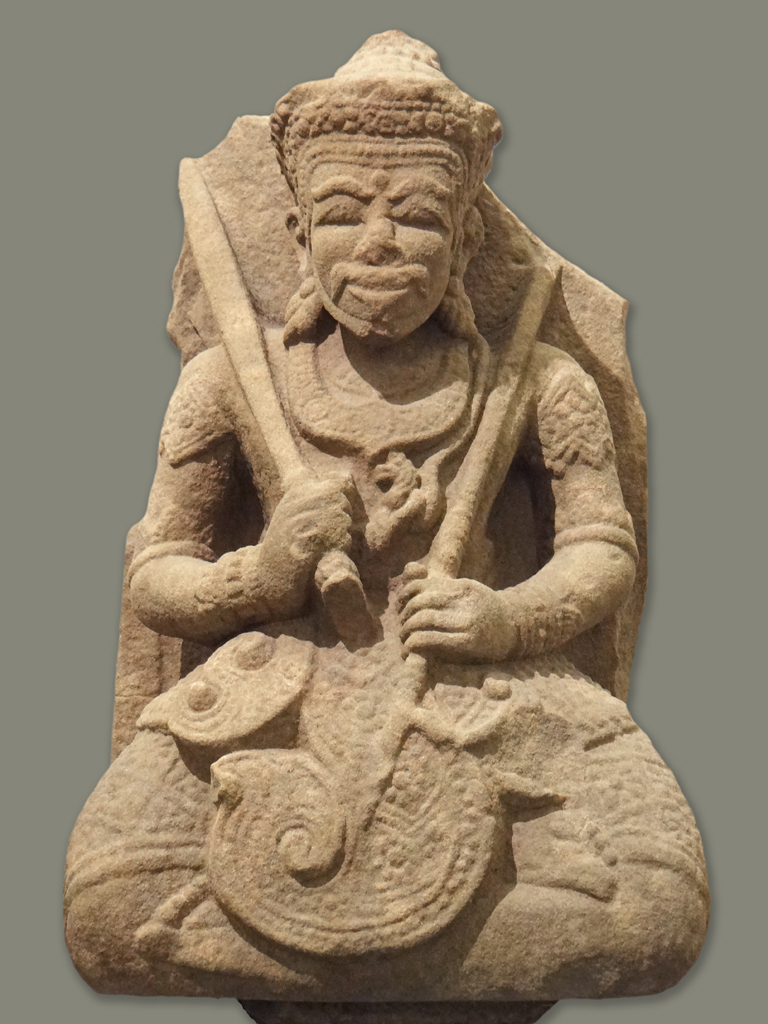
Шива в стиле Янгмум

#### Стиль Янгмум
В период расцвета стиля Янгмум (XIV—XV века) произошло возрождение тямского искусства. Среди пристенных изображений богов стали доминировать мужские фигуры, украшения и одежды статуй стали предельно богатыми и декоративными. Только анатомия торса сохранила некоторый реализм, ноги скульптур теперь всегда были скрыты под одеждами. В лицах также появилось своеобразие: широкие рты, застывшие в жёсткой улыбке, короткие носы с широкими ноздрями, необычно стилизованные глаза (большие, неглубокие, посаженные полукругом, с горизонтальным верхним веком). Следы стиля Янгмум наиболее распространены в современной провинции Фуйен.
В скульптуре, относящейся к стилю Янгмум, фигуры сливаются со стелами, образуя единое целое. Нижняя часть тела скульптуры почти полностью уходит в цоколь. Также стилю Янгмум характерны обобщённые черты лиц, зато богатые и обильные украшения.

## Керамика
Тямская керамика встречается редко и потому недостаточно изучена. В середине 1970-х годов древние печи для обжига керамики были обнаружены в провинции Биньдинь. Керамика Тямпы имеет много схожего с изделиями, найденными в местах захоронения в Индонезии и на Филиппинах. Некоторые образцы, датированные концом XIII — первой половиной XIV века, возможно обжигались для экспорта в соседние страны. Печи, вероятно, прекратили свою работу после вьетнамского завоевания Виджайи в 1471 году.
Самой многочисленной группой керамики являются глазурованные блюдца с водянистой и облачной текстурой. Глазурь покрывает примерно две трети поверхности, а её цвет варьируется от зелёного (наиболее распространённого) до синевато-серого. Второй по величине группой тямской керамики являются золотисто-коричневые глазурованные сосуды различных размеров и форм (большие кувшины для хранения вина, маленькие фляги, горшочки для извести, чашки, грушевидные бутылки, миски). В крупнейших храмах Тямпы были найдены образцы черепицы и керамической плитки, некоторые имеют декоративное украшение в виде рисунков и рельефов.

## Металлические изделия

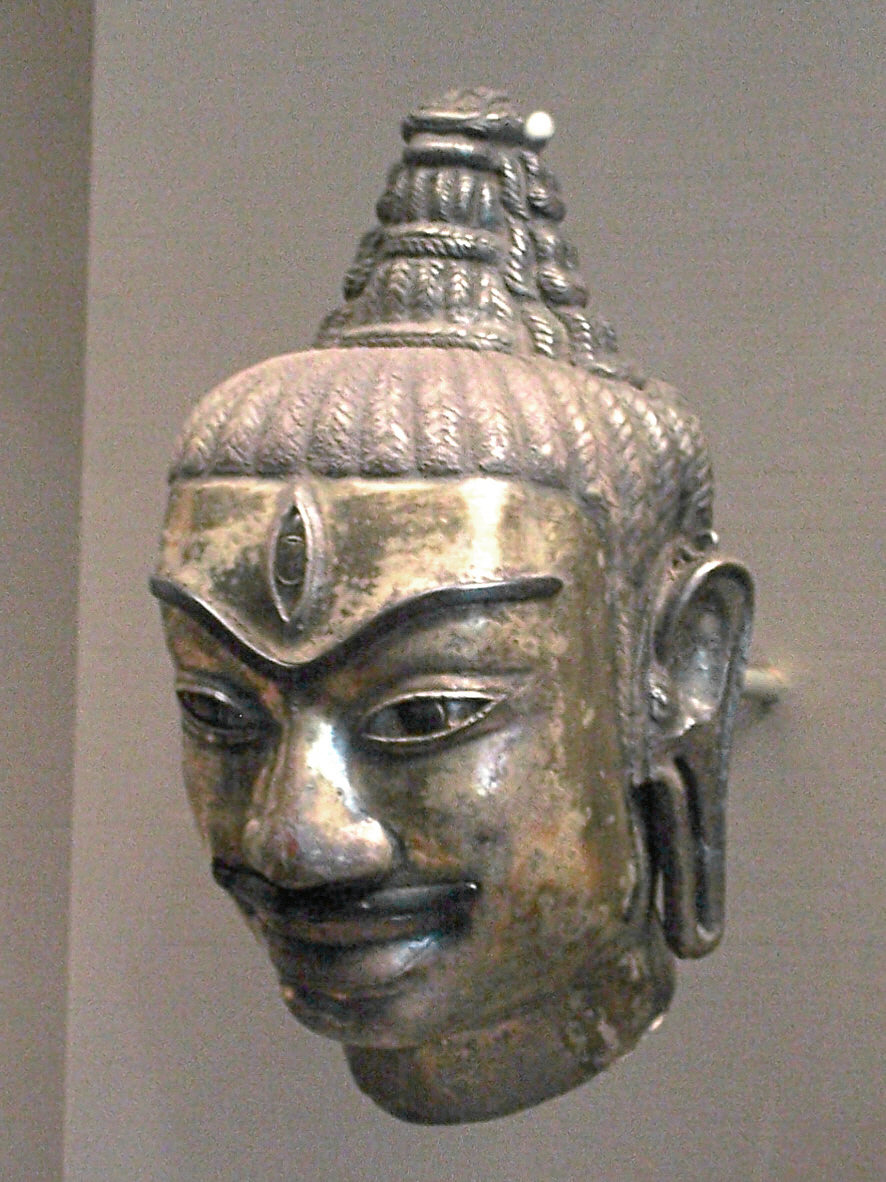
Тямская коша

В Тямпе с древнейших времён использовали драгоценные металлы, о чём свидетельствуют многочисленные надписи. Золотые и серебряные предметы предназначались богам и правителям, случаи их подношений не были обыденностью, они выделяли как дарителя, так и одариваемого (почти все предметы, упоминаемые в дарственных надписях, так или иначе связаны с деятельностью храмов). К тямским изделиям из драгоценных металлов относятся изображения богов, статуи, лингамы, коши, мебель, посуда и украшения.
Особенно много в Тямпе было культовых статуй из драгоценных металлов (они изображали как важнейших богов — Шиву и Бхагавати, так и других божеств из обширного тямского пантеона). Однако уже с древних времён эти золотые и серебряные статуи являлись предметом пристального внимания со стороны грабителей, а после похищения заменялись в храмах каменными или деревянными копиями.
Шиве поклонялись и в образе лингама — цилиндрического (фаллообразного) предмета, символизировавшего сотворение мира и воплощавшего бога. При освящении многим лингамам давали собственные имена, например, «Благодетель», «Владыка» или «Милостивец». Чтобы уменьшить абстрактность образа бога, тямы устанавливали «лингамы с ликом» (мукхалинга), которые имели подобие лица.

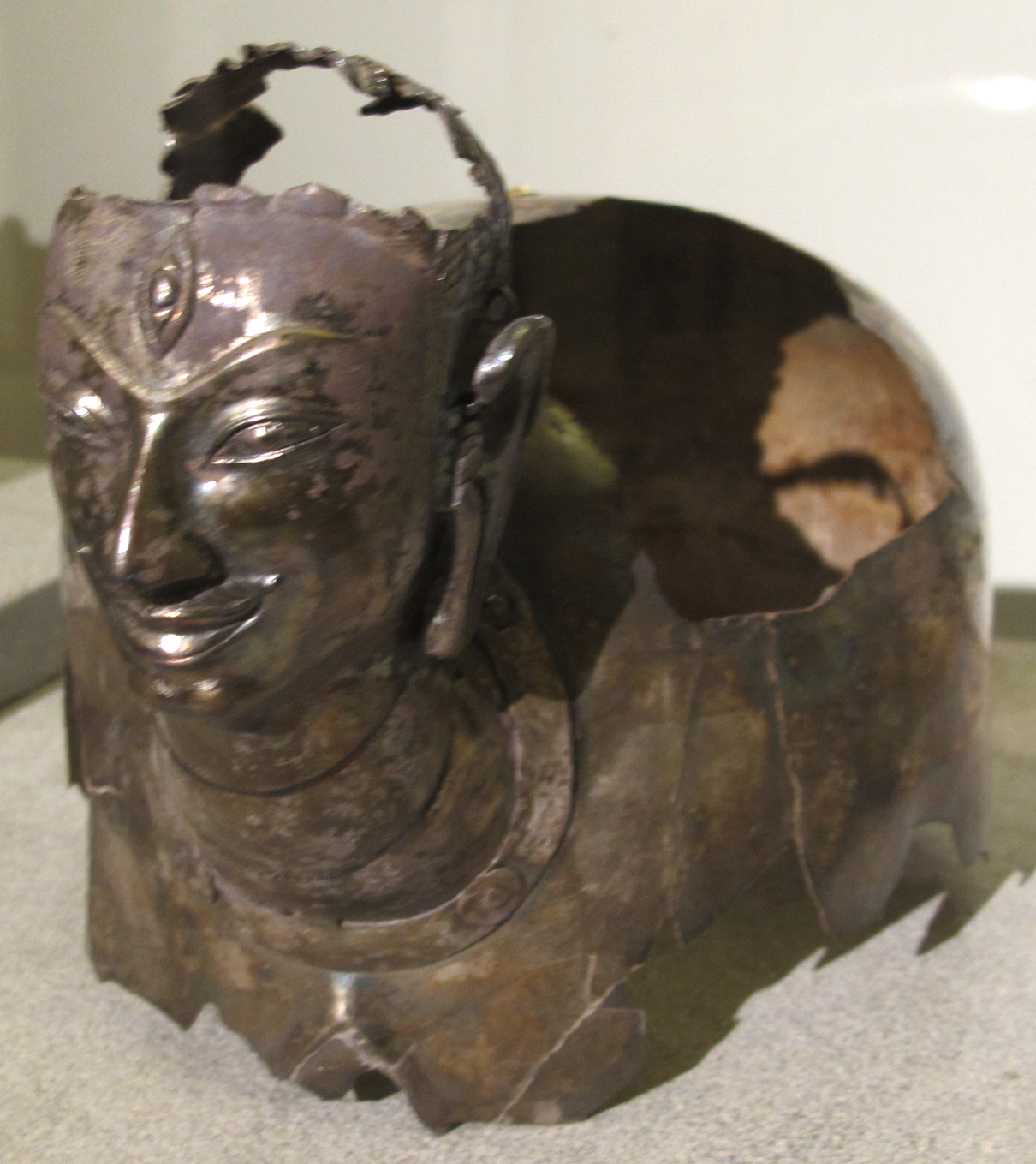
Фрагмент серебряной коши. VIII век

Широкое распространение получил ещё один предмет шиваитского культа — коша, представлявшая собой футляр с лицом бога. Она служила «покровом лингама»: полая внутри, коша надевалась сверху на каменный лингам. Однако коша и сама, наравне с лингамом, была предметом поклонения. Упоминания о кошах встречаются с VII по XIII век.
Золотые и серебряные коши обильно покрывались драгоценными камнями (алмазами, рубинами, сапфирами, топазами и аквамаринами), у них могли быть головные уборы в виде кобры (нагараджа). Некоторые коши имели несколько лиц; в надписях упоминаются и шестиликие коши. Кроме того, лингамы и коши украшались различными ювелирными изделиями: коронами, диадемами, ожерельями, поясами, ручными и ножными браслетами, серьгами, кольцами и аграфами (кроме драгоценных металлов и камней в них использовались жемчуг и кораллы). Обычно коши делались по заказу царя или другого влиятельного вельможи и преподносились в дар храму.
В 1900 году в святилище Мишона был обнаружен тайник, в котором находилось множество золотых украшений на серебряном основании: царский венец в виде удлинённого шлема с углублениями для ушей (кирита-мукута), диадема (мукута), браслеты на предплечья, запястья и щиколотки, жёсткие и гибкие ожерелья, различные серёжки. Некоторые изделия, выполненные чеканкой, были украшены необработанными камнями и имели застёжки. Все украшения из Мишона были сфотографированы, где они находятся сейчас — неизвестно. «Мишонский клад» и другие тямские образцы, сохранившиеся на каменных статуях, свидетельствуют об очень высокой технике работы по металлу.
Надписи и другие косвенные свидетельства указывают на то, что в храмах Тямпы имелось множество золотых и серебряных изделий и элементов интерьера, но до наших дней почти ничего не дошло. Листами драгоценных металлов отделывались крыши, алтари, двери из сандалового дерева. Значительная часть золота и серебра шла на предметы культа и царские инсигнии — различные сосуды, религиозные знамёна, посохи, зонты, опахала, вееры, мечи с инкрустированными ножнами и паланкины.

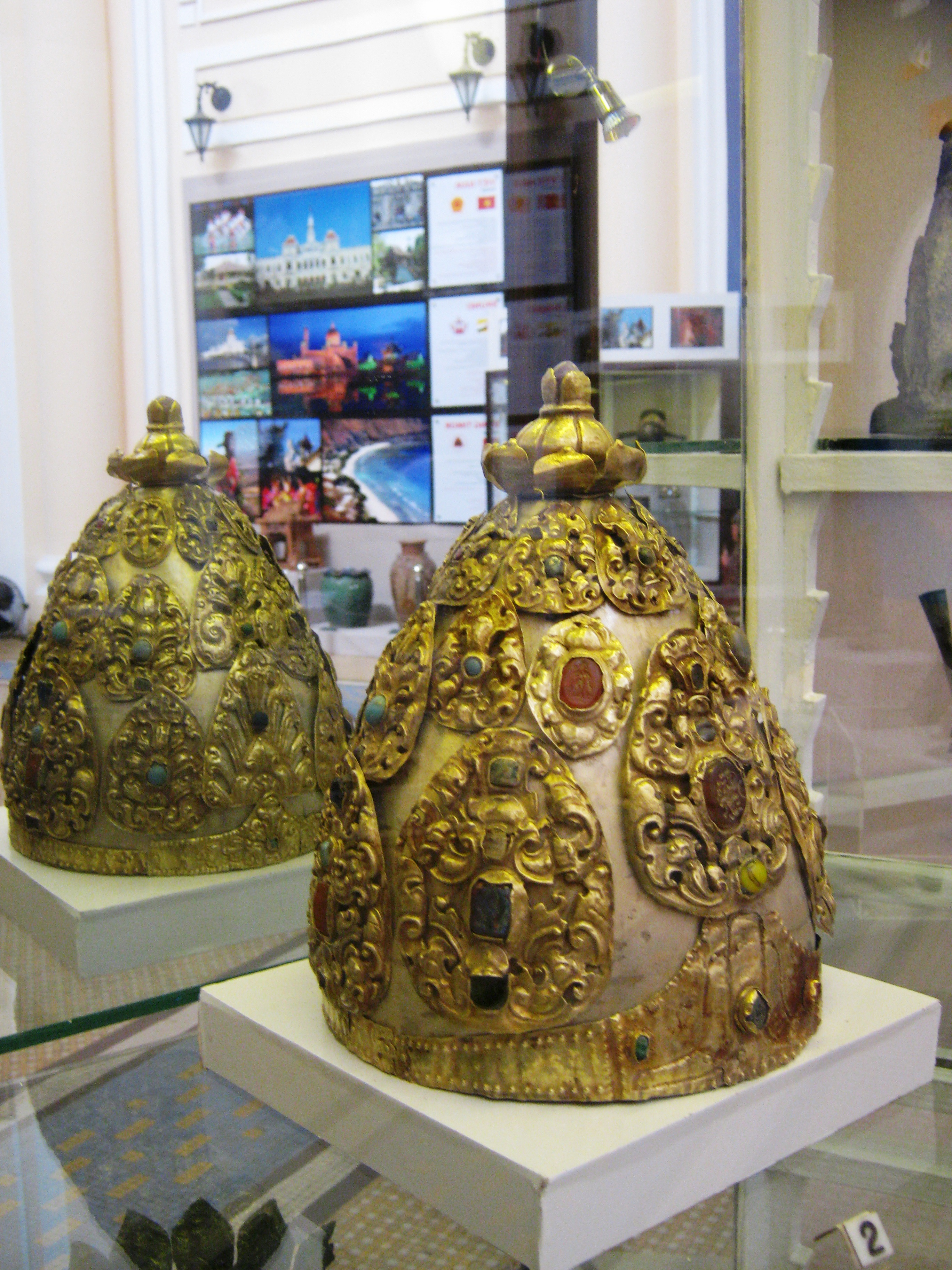
Золотые головные уборы тямских правителей. VII—VIII век

Сосуды, о которых имеются упоминания на санскрите, часто удаётся идентифицировать, так как эти предметы культа до сих пор применяются в индуизме. Когда названия сосудов чамские, идентифицировать их трудно или вообще невозможно, зато чамские тексты нередко указывают вес или стоимость предметов. Все сосуды из драгоценных металлов связаны с культовой практикой, иногда они упоминаются в надписях как подношения богам для их собственных нужд. Этими же сосудами пользовались в быту, но изготовлялись они из простых металлов.
Сосуды для воды включали в себя кувшины, чаши, вазы и кубки. Маленькие или средних размеров вазочки назывались калаша. В богатых царских дарениях они достигали 300—500 грамм золота, но в более поздних тямских сокровищницах никаких аналогов им не встречается. Видимо, вместе с этими вазочками использовались ложки для очистительных омовений (встречаются такие ритуальные золотые ложки весом около 75 граммов).
Кувшины большого размера назывались гхата. Такой кувшин, найденный в храме По-Нагар, по-видимому сам служил объектом поклонения как антропоморфное изображение богини (в праздник Лакшми-пуджа богиня предстаёт сосудом, наполненным водой, который символизирует плодородие).
Более поздней формой сосудов для воды являются бата или вата (это чамское слово встречается в надписях начиная с XI века). Сосуды встречаются разные: от серебряных весом чуть менее 400 грамм (пожертвование одного сановника) до золотых весом более 2 кг (был преподнесён царской дочерью). Ваты также упоминаются в описаниях церемоний возведения на престол царей как сосуды для возлияния. Кроме того, в коллекциях имеется сосуд в форме тыквы из сплава золота и серебра. Конические раковины небольших размеров наряду с сосудами использовались для воды, а в большие раковины трубили, чтобы отогнать злых духов.
В надписях часто упоминаются золотые и серебряные блюда бхаджана, которые служили для еды, бетеля (тхамбуйя-бхаджана), благовоний или жертвоприношений. Их делали круглыми и в форме какого-то созвездия, на ножке, украшали камнями. Также в надписях встречаются упоминания разнообразных горшков и ларцов. Они служили для хранения и выноса подношений во время религиозных церемоний. Маленький горшок без крышки назывался бхрнгара, серебряный ларец для бетеля — чиранда. В тямских сокровищницах встречались горшки и ларцы для извести, которую также как и бетель подносили в дар богам. В храмах имелись ларцы для муки, которую использовали в различных ритуалах (ей создавали магические чертежи и посыпали маски богов). Большое значение имели клонги — погребальные урны, в которые после кремации складывали лобные кости. Эти маленькие коробочки весом менее 100 грамм приносили в храмы, но их предназначение в обрядах неизвестно.
Также сохранились бронзовые статуи Авалокитешвары и Тары, датированные началом X века и относящиеся к стилю Донгзыонг. Кроме того, учёными была найдена и более древняя бронзовая статуя Будды, имеющая сильное сходство с индийской скульптурой стиля Амаравати (вероятно, это не тямское произведение, а привезённый на морских судах подарок). В трудах китайского историка Ма Дуаньлиня упоминается огромная статуя Будды, изготовленная из золота, но её дальнейшая судьба неизвестна. Большая часть тямских изделий из драгоценных металлов превратилась в добычу китайских, вьетских и кхмерских захватчиков, после чего была переплавлена в слитки и вывезена.

## Музыка

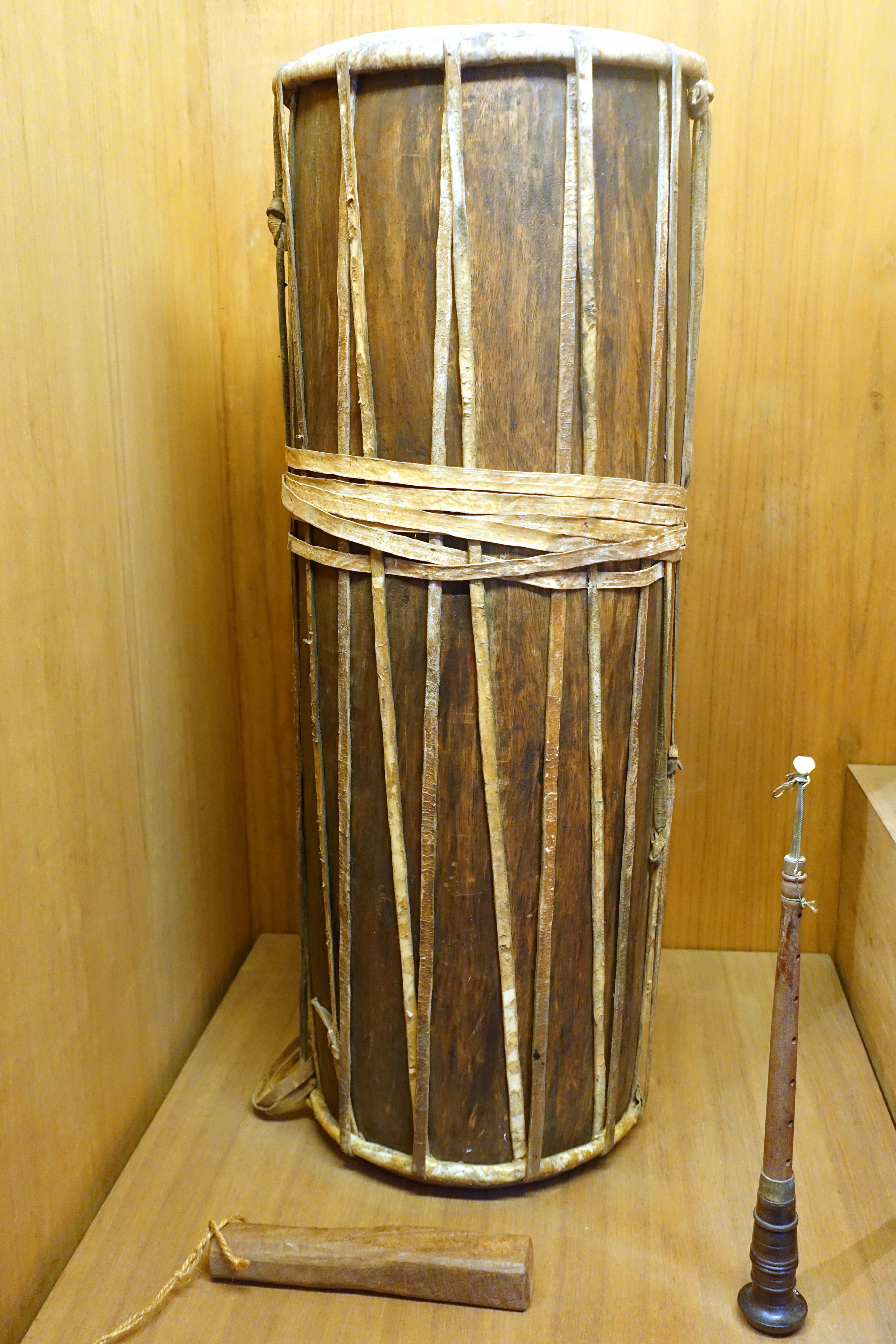
Тямские барабан и гобой из коллекции Вьетнамского музея этнологии в Ханое

Музыка играла в Тямпе большую роль, ни одна важная церемония не проходила без музыкального сопровождения. Музыканты присутствовали на всех обрядах и ритуалах, военных сборах и дворцовых гуляниях. Ими использовались три семейства инструментов: ударные, духовые и струнные.
Тямских описаний музыки не сохранилось, зато вьетнамские источники упоминают, что тямская музыка славилась своей меланхоличностью, грустью и мрачностью. В 1044 году вьетнамский император Ли Тхай Тонг привёл из тямского похода пленных, которые для него пели и танцевали. В 1060 году император Ли Тхань Тонг повелел своим подданным записать тямские музыкальные композиции и барабанные ритмы, чтобы его придворные музыканты могли их исполнять (причём, император лично дирижировал оркестром).
Император Ли Као Тонг, правивший в конце XII — начале XIII века, приказал своим музыкантам сложить мелодию, известную как «тямский напев», «от которой слёзы наворачивались на глаза». Вьетнамцы говорили, что «только печальный и дикий народ, живущий в неустроенной стране, может сочинять столь зловещую музыку». Однако далеко не все упоминания во вьетнамской словесности унижали и осуждали тямскую музыку, некоторые авторы считали её мелодичной и достойной исполнения. Судя по дошедшим до нас изображениям и другим источникам в Тямпе играли на поперечных флейтах, струнных инструментах типа лиры и цилиндрических барабанах.
Другим популярным инструментом была ви́на (обычно они были трёхструнными, но встречались также пятиструнные и семиструнные). На пьедестале с танцовщицами из Чакиеу имеются два музыканта, у одного из которых ви́на с круглым корпусом и длинным семиструнным резонатором. У другого музыканта тоже ви́на, но её маленький резонатор лежит на плече, а не на груди, как у первого музыканта. Из-за такого расположения музыкант сильно отводит правый локоть (наподобие нынешних скрипачей) и опирает инструмент на бедро с наружной стороны.

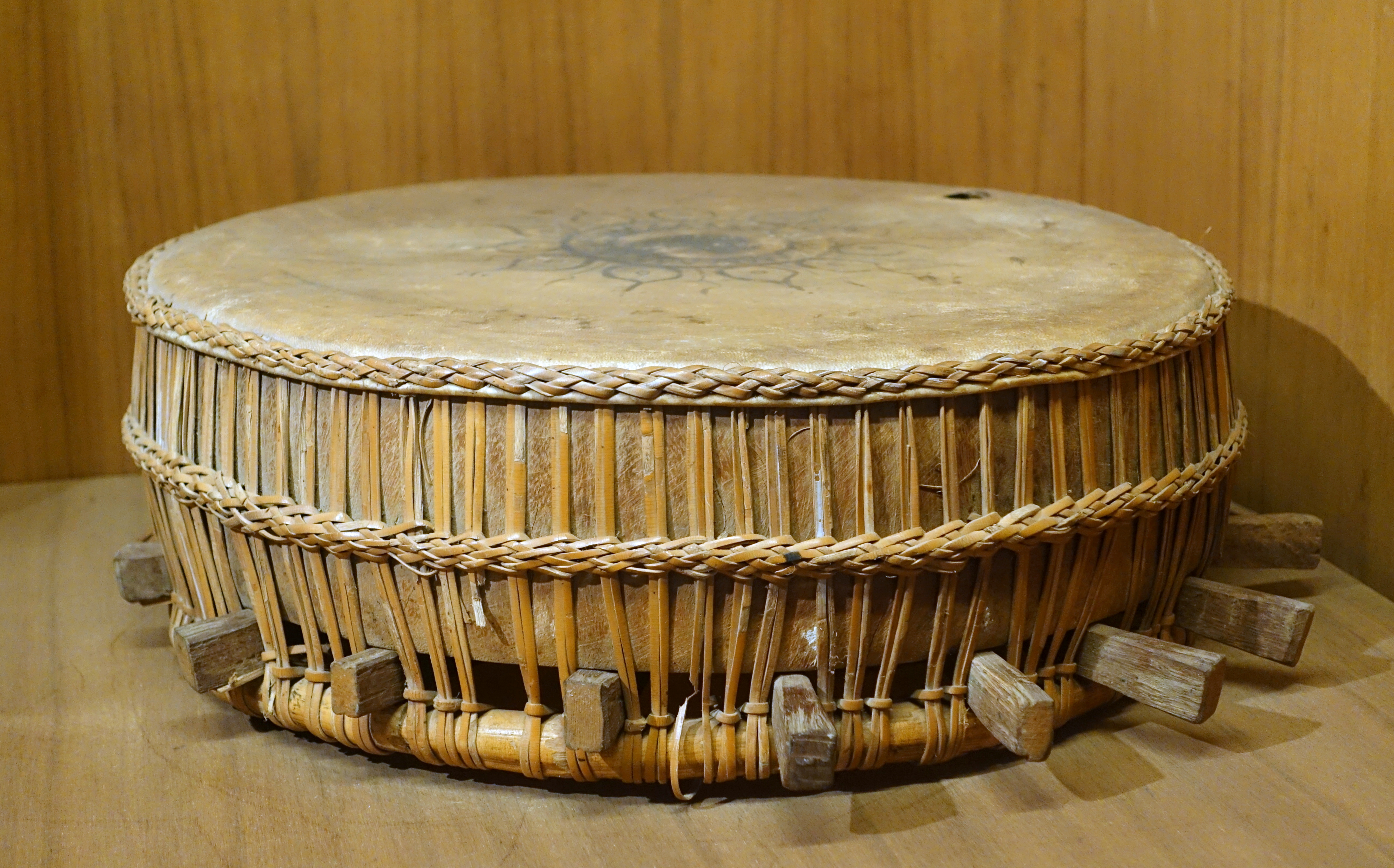
Тямский плоский барабан из коллекции Вьетнамского музея этнологии в Ханое

На балках перекрытия храма Е4 в Мишоне и храма Кханьло (Тяньло) изображены группы музыкантов в «царских сценах». Среди инструментов имеются флейта, силуэтом напоминающая гобой с раструбом, барабаны и инструмент наподобие янциня.
Музыканты занимали довольно высокое положение в социальной иерархии Тямпы. В так называемых «царских сценах», сохранившихся на многочисленных рельефах, музыканты изображены на всех торжественных придворных выходах и развлечениях. Вокруг царя, сидевшего на престоле, всегда располагались носители инсигний (зонтов, опахал и т. п.), танцовщицы и музыканты.
Судя по тем же скульптурным рельефам в кругах, приближённых к царскому двору, получили распространение танцы на индийский манер. Рядом с танцовщицами (ими были исключительно женщины) всегда изображались музыканты, иногда — чтецы, декламирующие стихи. Видимо, танцовщицы под аккомпанемент исполняли эпизоды из «Рамаяны», «Махабхараты» или героических драм. Позы и одежды танцовщиц очень близки к классическим индийским канонам. Существовали в Тямпе и театрализованные представления, в которых под музыку прославлялись мифические и реальные герои. В целом, тямская музыка была оригинальной, но с некоторым влиянием кхмерских и отчасти китайских стилей.

## Литература и фольклор

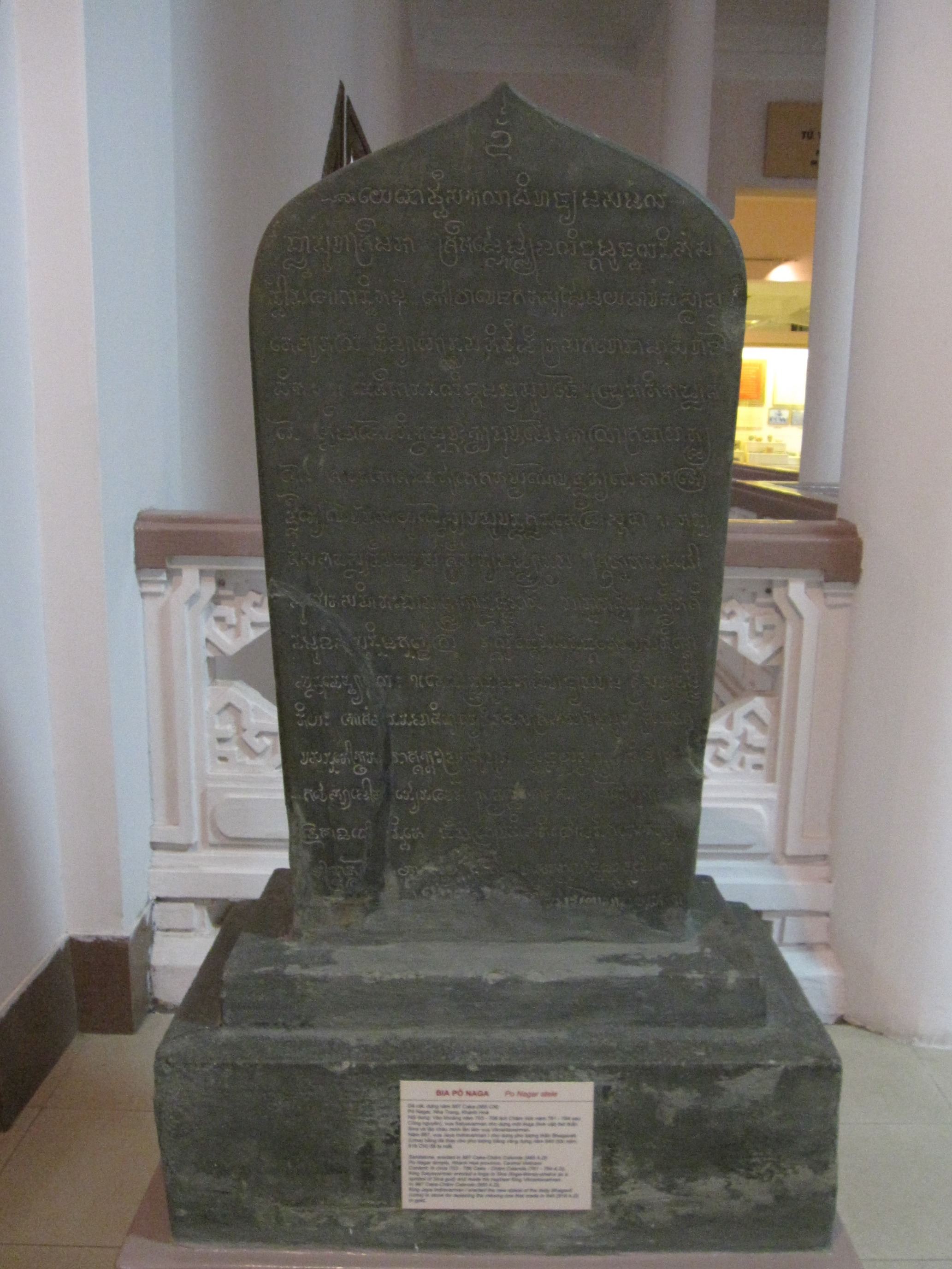
Стела из храма По-Нагар, X век. Национальный музей вьетнамской истории

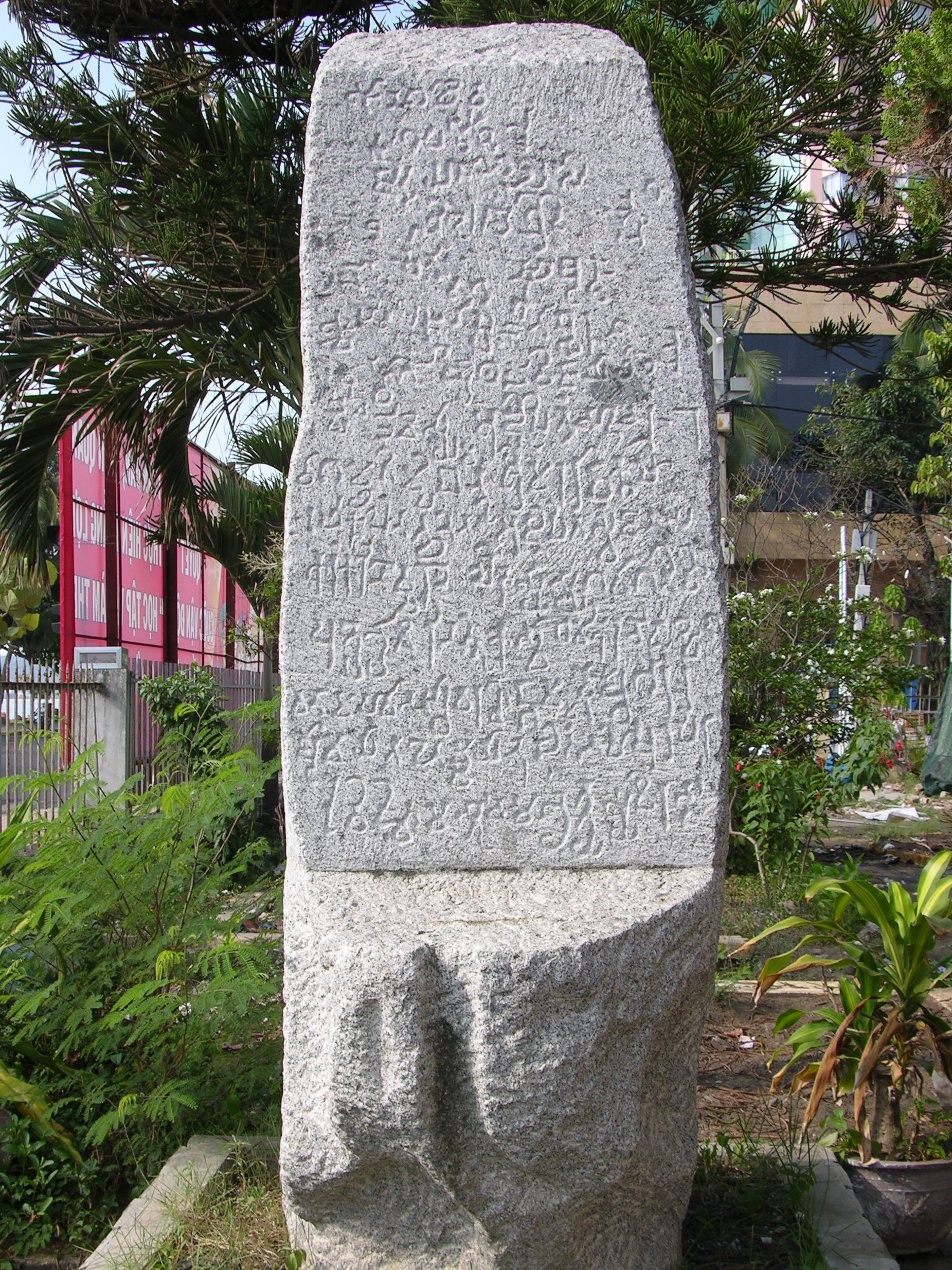
Копия тямской стелы с надписью на санскрите

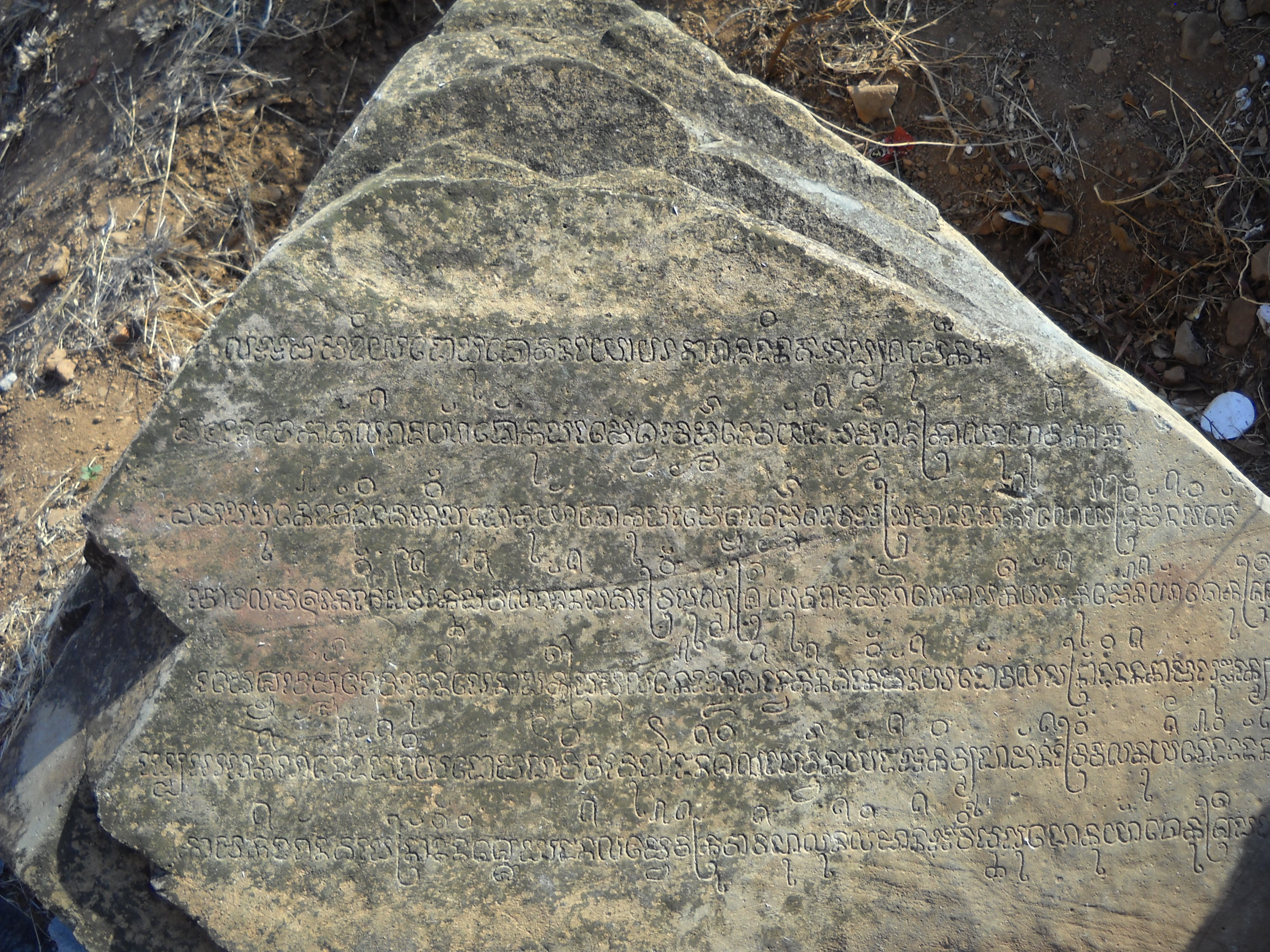
Надпись на камне из храма По-Клонг-Гарай

## Художественные связи Тямпы с Дайвьетом

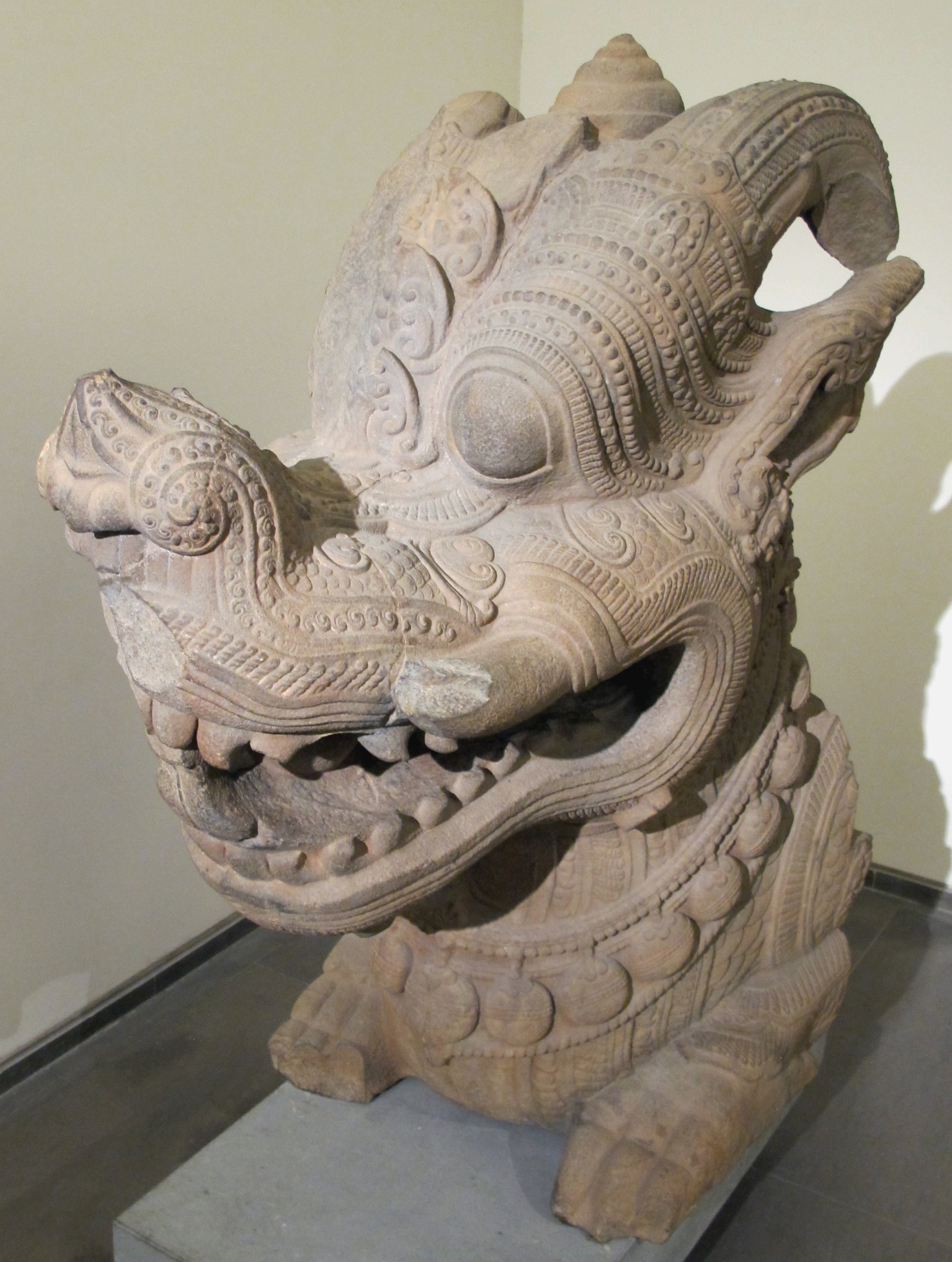
Скульптура дракона в стиле Тхапмам. Парижский музей Гиме